# ADO Den Haag in het seizoen 2016/17 (mannen)
Het seizoen 2016/17 is het 112e jaar in het bestaan van de Haagse voetbalclub ADO Den Haag. De Hagenezen nemen deel aan de Eredivisie en het toernooi om de KNVB beker. Dit seizoen werd gekenmerkt door een zeer sterke start in de competitie, een dramatische reeks in de maanden daarna, en dankzij een trainerswissel een ontknoping vol opluchting. In De Kuip gooiden ADO-supporters knuffels naar zieke kinderen in het Feyenoord-vak en Alfons Groenendijk werd de held van Den Haag.

## Samenvatting seizoen

### Voorafgaand aan het seizoen
- Spelers Robin Buwalda, Timothy Derijck, Giovanni Korte, Thomas Kristensen, Dylan Nieuwenhuijs, Segun Owobowale, Vito Wormgoor, Gianni Zuiverloon vertrokken deze zomer transfervrij bij ADO Den Haag. Kyle Ebecilio vertrok ook; de middenvelder werd gehuurd van FC Twente.
- Verdedigers Trevor David en Mohamed Haddachi en aanvaller Jerdy Schouten kwamen over vanuit de eigen jeugd. Gervane Kastaneer kwam terug bij ADO nadat hij was verhuurd aan FC Eindhoven.
- Het aflopende contract van doelman Tim Coremans werd verlengd tot 2018. Wel werd hij dit seizoen verhuurd aan FC Dordrecht.
- Trainer Henk Fraser vertrok voor een bedrag van 250.000 euro naar Vitesse. Hij werd opgevolgd door de Montenegrijn Zeljko Petrovic.
- Keepers- en assistent-trainer Arno van Zwam vertrok naar Al Shabab in Saoedi-Arabië. Raymond Mulder werd zijn opvolger.
- Dick Advocaat werd de nieuwe technisch adviseur als opvolger van de ontslagen technisch manager John Metgod. Naast Martin Jol verbond Kees Jansma zich ook aan ADO. Beiden vestigden zich in de Raad van Commissarissen van de Haagse ploeg. Echter vertrok Advocaat alweer een paar maanden later. In augustus werd hij hoofdtrainer van Fenerbahçe SK.
- Doelman Martin Hansen vertrok na twee Haagse jaren naar het Duitse FC Ingolstadt 04. Voor de Deen werd een klein miljoen euro betaald.
- ADO Den Haag begon zijn eerste oefenwedstrijd in het nieuwe seizoen met een 4-0 overwinning op HVV Laakkwartier.
- Aschraf El Mahdioui was de eerste aanwinst van het seizoen. De middenvelder kwam transfervrij over van Ajax en tekende een contract voor drie seizoenen.
- Daarnaast werd verdediger José San Román transfervrij overgenomen van CA Huracán. 'Pepe' Román, die tekende voor twee seizoenen, werd daarmee de eerste Argentijn ooit bij ADO.
- Spits Dennis van der Heijden werd uitgekozen om deel te nemen aan het EK met Nederland onder 19. Doelman Rody de Boer zat ook in de voorselectie, maar ging niet mee naar met Oranje naar Duitsland.
- Op 14 juli werd Thomas Meißner vastgelegd. De Duitse verdediger kwam transfervrij over van MSV Duisburg en tekende voor drie seizoenen.
- Een week later presenteerde ADO een nieuwe doelman. Ernestas Šetkus verliet Sivasspor transfervrij en tekende bij ADO een contract voor twee jaargangen.
- Een andere Duitser, Tom Trybull, tekende na een proefperiode een contract voor één seizoen bij ADO. De middenvelder kwam over van SpVgg Greuther Fürth nadat daar zijn contract werd ontbonden.

### Augustus
- ADO begon goed aan het nieuwe Eredivisie-seizoen; Go Ahead Eagles werd thuis met 3-0 verslagen. Mike Havenaar scoorde twee keer, Tyronne Ebuehi maakte de andere treffer.
- Ook de tweede wedstrijd werd knap gewonnen. In Arnhem werd Vitesse verslagen met 1-2 door twee goals van Gervane Kastaneer.
- SBV Excelsior werd een week later met 1-2 verslagen. De derde overwinning op rij kwam mede tot stand door doelpunten van Gervane Kastaneer en Tom Beugelsdijk.
- Op 22 augustus werd een nieuwe aanwinst gepresenteerd. Aanvaller Sheraldo Becker kwam voor 200.000 euro over van Ajax en tekende voor drie seizoenen bij ADO.
- ADO leed het eerste puntverlies tegen Heracles Almelo. In eigen huis kwam de Haagse ploeg niet verder dan 1-1.
- Op de laatste dag van de transferperiode ontbond Mathias Gehrt zijn contract bij ADO. Hierdoor kon hij transfervrij vertrekken naar een andere ploeg.

### September
- ADO startte de maand met een nederlaag. In De Kuip verloor de Haagse equipe met 3-1 van Feyenoord.
- In Enschede werd ruim verloren van FC Twente. Kevin Jansen maakte de eretreffer in de wedstrijd die in 4-1 eindigde.
- In het bekertoernooi had ADO meer succes. NEC Nijmegen werd na penalty's verslagen (1-1, 3-5 na strafschoppen). Gervane Kastaneer maakte in de verlenging het enige doelpunt voor ADO.

### Oktober
- ADO wist in Kerkrade niet te winnen van Roda JC: 1-1. Édouard Duplan maakte de openingsgoal in de wedstrijd.
- De Hagenezen bekerden verder door in eigen huis Jupiler League-ploeg Telstar met 2-1 te verslaan. Treffers van Mike Havenaar en Dennis van der Heijden bezorgden ADO de overwinning.
- Van AZ werd een paar dagen later wel verloren. Door een laat doelpunt van de Alkmaarders werd het 0-1.

### November
- Voor het eerst sinds augustus won ADO weer een Eredivisie-wedstrijd. Willem II werd door een doelpunt van Tom Beugelsdijk met 1-0 verslagen. Wel raakte Kevin Jansen zwaar geblesseerd aan zijn knie.
- ADO verloor de uitwedstrijd bij FC Groningen. Ondanks de treffer van Édouard Duplan verloor de Haagse equipe met 2-1.
- In Eindhoven verloor ADO met 3-1 van PSV. Tom Beugelsdijk schoot vanaf 11 meter raak voor de enige Haagse treffer.

### December
- ADO verloor ook van FC Utrecht. Op 4 december eindigde het thuisduel in 0-2.
- In Nijmegen was NEC te sterk voor ADO. Op 10 december werd het 3-0. Deze stand was bij rust al bereikt.
- In de achtste finale van het KNVB Beker-toernooi verloor ADO van Feyenoord. Gervane Kastaneer maakte met zijn doelpunt de 5-1-nederlaag wat draaglijker.
- De laatste wedstrijd van het seizoen werd wel gewonnen. De overwinning op Sparta Rotterdam, dankzij het doelpunt van Sheraldo Becker, was de vierde van dit Eredivisie-seizoen.

### Januari
- Net zoals de afgelopen maanden vertrok de Haagse equipe in de winterstop naar het Spaanse Estepona op trainingskamp.
- Tijdens het trainingskamp werd bekend dat ADO het kort geding tegen de Chinese eigenaar had gewonnen. Het bedrijf United Vansen en Hui Wang moesten hierna het verschuldigde bedrag van 2,4 miljoen euro alsnog aan de Haagse ploeg betalen.
- De Argentijn José San Román verliet Den Haag alweer na een half jaar. De verdediger ging naar de club Newell's Old Boys in zijn geboorteland.
- In Estepona speelde ADO een oefenduel tegen het Duitse Mainz 05. Het duel eindigde knap in een gelijkspel: 1-1. Invaller Dennis van der Heijden maakte de Haagse treffer.
- SC Heerenveen was bij terugkomst in Nederland te sterk voor ADO. In Friesland verloor de Haagse equipe met 2-0. Verdediger Hennos Asmelash werd bij de wedstrijdselectie gehaald en maakte, net als Trevor David zijn debuut tijdens dit duel.
- Middenvelder Hector Hevel vertrok uit Den Haag. De Portugese Nederlander vertrok naar het Cypriotisch AEK Larnaca. Hevel had nog een contract voor een half jaar; ADO kreeg voor hem een kleine transfersom.
- Ook van PEC Zwolle werd verloren. Ondanks de voorsprong na het doelpunt van Gervane Kastaneer won de uitploeg met 1-2.
- Ajax bezorgde ADO de derde competitienederlaag op rij. In Amsterdam werd het 3-0.
- Vlak voor de transferdeadline haalde ADO twee nieuwe spelers. Linkervleugelspeler Donny Gorter tekende een contract voor een half jaar. Datzelfde gold voor Guyon Fernandez, de spits speelde in het seizoen 2007/08 ook al voor de Haagse ploeg.
- De laatste paar dagen voor de transferdeadline leverden nog meer vuurwerk op in Den Haag. De transfervrije verdediger Abel Tamata tekende een contract voor een half jaar. Middenvelder/vleugelspeler Abdenasser El Khayati werd gehuurd van Queens Park Rangers. Met Go Ahead Eagles kwam ADO tot een spelersruil: aanvaller Randy Wolters kwam naar Den Haag toe, Ludcinio Marengo bewandelde de andere weg. Beide spelers werden verhuurd. Spits Dennis van der Heijden werd voor een half jaar uitgeleend aan FC Volendam.

### Februari
- Ook in de nieuwe maand bleef ADO verliezen. In Den Haag was Vitesse met 0-2 te sterk.
- Op 7 februari werd Željko Petrović ontslagen als trainer. Na 17 punten uit 21 wedstrijden werd de Montenegrijn door de directie uit zijn functie geheven.
- Een dag later werd Alfons Groenendijk aangesteld als nieuwe trainer. Een dag later werd Dirk Heesen aangesteld als nieuwe assistent-trainer, naast Ekrem Kahya.
- Onder leiding van Groenendijk werd verloren van Go Ahead Eagles: 3-1. Hierdoor droeg de ploeg uit Deventer de rode lantaarn over aan ADO en stond de Haagse ploeg voor het eerst dit seizoen onderaan.
- Het vertoonde spel was een week later al vele malen beter, maar desondanks ging ADO strijdend ten onder tegen koploper Feyenoord: 0-1.
- Het eerste punt onder Groenendijk werd gepakt tegen FC Twente. De nummer zes van de Eredivisie werd in Den Haag op 1-1 gehouden na de openingstreffer van Ruben Schaken.

### Maart
- Ook tegen de nummer vier op de ranglijst werd knap gelijkgespeeld. FC Utrecht werd in de Galgenwaard op 1-1 gehouden, na de goal van Dion Malone.
- De eerste overwinning in het nieuwe jaar pakte ADO thuis tegen NEC. Dankzij een rake kopbal van Mike Havenaar won ADO met 1-0.
- Ondanks de goede resultaten van de voorgaande weken ging ADO hard onderuit in Alkmaar. AZ was met 4-0 te sterk.
- Het contract van doelman Robert Zwinkels werd, vanwege het bereiken van een afgesproken aantal duels in de wedstrijdselectie, automatisch met een jaar verlengd.

### April
- De eerste wedstrijd in april werd verdiend gewonnen. Roda JC Kerkrade werd in Den Haag met maar liefst 4-1 verslagen. Hierdoor steeg ADO naar de zestiende plaats in de Eredivisie.
- In een doordeweekse speelronde won ADO een aantal dagen later opnieuw. In Tilburg verloor Willem II met 1-2 door goals van Abdenasser El Khayati en Mike Havenaar.
- De derde winst op rij was een feit na een spektakelstuk tegen FC Groningen: 4-3. Hierdoor steeg ADO naar de twaalfde plaats.
- Regerend landskampioen PSV liet voor het tweede jaar op rij punten liggen in Den Haag. ADO hield de Eindhovenaren op 1-1.
- In Rotterdam speelde ADO zich in de 32ste speelronde veilig na een overwinning op Sparta Rotterdam: 0-1.

### Mei
- In Overijssel werd de ongeslagen reeks van ADO doorbroken. Heracles Almelo was met 4-0 te sterk.
- Het seizoen werd een week later spetterend afgesloten met een 4-1 thuisoverwinning op SBV Excelsior.

## Selectie en staf

### Selectie 2016/17
|    | Naam                  | Land      | Positie      | Bij ADO sinds  | Contract tot | E. | Voetbal | Kreeg geel | Kreeg voor de tweede keer geel en dus rood | Weggestuurd | B. | Voetbal | Kreeg geel | Kreeg voor de tweede keer geel en dus rood | Weggestuurd | T. | Voetbal | Kreeg geel | Kreeg voor de tweede keer geel en dus rood | Weggestuurd |
| -- | --------------------- | --------- | ------------ | -------------- | ------------ | -- | ------- | ---------- | ------------------------------------------ | ----------- | -- | ------- | ---------- | ------------------------------------------ | ----------- | -- | ------- | ---------- | ------------------------------------------ | ----------- |
| 2  | Dion Malone           | Nederland | Middenvelder | Zomer 2012     | Zomer 2017   | 13 | 3       | 1          | 0                                          | 0           | 0  | 0       | 0          | 0                                          | 0           | 13 | 3       | 1          | 0                                          | 0           |
| 7  | Kevin Jansen          | Nederland | Middenvelder | Zomer 2012     | Zomer 2017   | 11 | 1       | 3          | 0                                          | 0           | 1  | 0       | 0          | 0                                          | 0           | 12 | 1       | 3          | 0                                          | 0           |
| 8  | Aaron Meijers         | Nederland | Middenvelder | Zomer 2012     | Zomer 2018   | 19 | 0       | 3          | 0                                          | 0           | 1  | 0       | 0          | 0                                          | 0           | 20 | 0       | 3          | 0                                          | 0           |
| 22 | Robert Zwinkels       | Nederland | Doelman      | Zomer 2005     | Zomer 2018   | 12 | 0       | 1          | 0                                          | 0           | 3  | 0       | 1          | 0                                          | 0           | 15 | 0       | 2          | 0                                          | 0           |
| 17 | Danny Bakker          | Nederland | Middenvelder | Winter 2012/13 | Zomer 2018   | 19 | 1       | 5          | 0                                          | 0           | 2  | 0       | 0          | 0                                          | 0           | 21 | 1       | 5          | 0                                          | 0           |
| 5  | Wilfried Kanon        | Ivoorkust | Verdediger   | Zomer 2013     | Zomer 2017   | 28 | 1       | 6          | 0                                          | 0           | 2  | 0       | 0          | 0                                          | 0           | 30 | 1       | 6          | 0                                          | 0           |
| 28 | Tyronne Ebuehi        | Nederland | Verdediger   | Zomer 2014     | Zomer 2018   | 29 | 1       | 4          | 0                                          | 0           | 2  | 0       | 1          | 0                                          | 0           | 31 | 1       | 5          | 0                                          | 0           |
| 24 | Rody de Boer          | Nederland | Doelman      | Zomer 2015     | Zomer 2017   | 0  | 0       | 0          | 0                                          | 0           | 0  | 0       | 0          | 0                                          | 0           | 0  | 0       | 0          | 0                                          | 0           |
| 21 | Édouard Duplan        | Frankrijk | Aanvaller    | Zomer 2015     | Zomer 2018   | 33 | 2       | 7          | 0                                          | 0           | 3  | 0       | 0          | 0                                          | 0           | 36 | 2       | 7          | 0                                          | 0           |
| 20 | Ruben Schaken         | Nederland | Aanvaller    | Zomer 2015     | Zomer 2017   | 25 | 1       | 1          | 0                                          | 0           | 2  | 0       | 1          | 0                                          | 0           | 27 | 1       | 2          | 0                                          | 0           |
| 9  | Mike Havenaar         | Japan     | Aanvaller    | Zomer 2015     | Zomer 2018   | 28 | 9       | 3          | 0                                          | 0           | 2  | 1       | 1          | 0                                          | 0           | 30 | 10      | 4          | 0                                          | 0           |
| 4  | Tom Beugelsdijk       | Nederland | Verdediger   | Zomer 2015     | Zomer 2018   | 28 | 3       | 4          | 1                                          | 0           | 3  | 0       | 1          | 0                                          | 0           | 31 | 3       | 5          | 1                                          | 0           |
| 33 | Gervane Kastaneer     | Nederland | Aanvaller    | Zomer 2013     | Zomer 2017   | 14 | 4       | 3          | 0                                          | 0           | 2  | 2       | 0          | 0                                          | 0           | 16 | 6       | 3          | 0                                          | 0           |
| 27 | Trevor David          | Nederland | Verdediger   | Zomer 2016     | Zomer 2018   | 3  | 0       | 1          | 0                                          | 0           | 0  | 0       | 0          | 0                                          | 0           | 3  | 0       | 1          | 0                                          | 0           |
| 25 | Mohamed Haddachi      | Nederland | Verdediger   | Zomer 2016     | Zomer 2018   | 0  | 0       | 0          | 0                                          | 0           | 0  | 0       | 0          | 0                                          | 0           | 0  | 0       | 0          | 0                                          | 0           |
| 30 | Jerdy Schouten        | Nederland | Aanvaller    | Zomer 2016     | Zomer 2017   | 2  | 0       | 0          | 0                                          | 0           | 1  | 0       | 0          | 0                                          | 0           | 3  | 0       | 0          | 0                                          | 0           |
| 6  | Aschraf El Mahdioui   | Nederland | Middenvelder | Zomer 2016     | Zomer 2019   | 13 | 0       | 2          | 0                                          | 0           | 3  | 0       | 0          | 0                                          | 0           | 16 | 0       | 2          | 0                                          | 0           |
| 3  | Thomas Meißner        | Duitsland | Verdediger   | Zomer 2016     | Zomer 2019   | 28 | 0       | 8          | 0                                          | 0           | 2  | 0       | 1          | 0                                          | 0           | 30 | 0       | 9          | 0                                          | 0           |
| 1  | Ernestas Šetkus       | Litouwen  | Doelman      | Zomer 2016     | Zomer 2018   | 22 | 0       | 1          | 0                                          | 1           | 0  | 0       | 0          | 0                                          | 0           | 22 | 0       | 1          | 0                                          | 1           |
| 18 | Jurrian Jouvenaar     | Nederland | Doelman      | Zomer 2016     | Zomer 2018   | 0  | 0       | 0          | 0                                          | 0           | 0  | 0       | 0          | 0                                          | 0           | 0  | 0       | 0          | 0                                          | 0           |
| 12 | Tom Trybull           | Duitsland | Middenvelder | Zomer 2016     | Zomer 2017   | 23 | 1       | 1          | 1                                          | 0           | 3  | 0       | 0          | 0                                          | 0           | 26 | 1       | 1          | 1                                          | 0           |
| 31 | Chovanie Amatkarijo   | Nederland | Aanvaller    | Zomer 2016     | Zomer 2019   | 1  | 0       | 0          | 0                                          | 0           | 0  | 0       | 0          | 0                                          | 0           | 1  | 0       | 0          | 0                                          | 0           |
| 32 | Henk van Schaik       | Nederland | Verdediger   | Zomer 2016     | Amateurbasis | 0  | 0       | 0          | 0                                          | 0           | 0  | 0       | 0          | 0                                          | 0           | 0  | 0       | 0          | 0                                          | 0           |
| 77 | Sheraldo Becker       | Nederland | Aanvaller    | Zomer 2016     | Zomer 2019   | 28 | 3       | 3          | 0                                          | 0           | 3  | 0       | 0          | 0                                          | 0           | 31 | 3       | 3          | 0                                          | 0           |
| 34 | Hennos Asmelash       | Nederland | Verdediger   | Winter 2016/17 | Zomer 2020   | 2  | 0       | 0          | 0                                          | 0           | 0  | 0       | 0          | 0                                          | 0           | 2  | 0       | 0          | 0                                          | 0           |
| 19 | Guyon Fernandez       | Nederland | Aanvaller    | Winter 2016/17 | Zomer 2017   | 13 | 1       | 1          | 0                                          | 0           | 0  | 0       | 0          | 0                                          | 0           | 13 | 1       | 1          | 0                                          | 0           |
| 14 | Donny Gorter          | Nederland | Middenvelder | Winter 2016/17 | Zomer 2017   | 10 | 0       | 1          | 0                                          | 0           | 0  | 0       | 0          | 0                                          | 0           | 10 | 0       | 1          | 0                                          | 0           |
| 11 | Randy Wolters         | Nederland | Aanvaller    | Winter 2016/17 | Zomer 2017   | 12 | 0       | 1          | 0                                          | 0           | 0  | 0       | 0          | 0                                          | 0           | 12 | 0       | 1          | 0                                          | 0           |
| 15 | Abel Tamata           | Nederland | Verdediger   | Winter 2016/17 | Zomer 2017   | 0  | 0       | 0          | 0                                          | 0           | 0  | 0       | 0          | 0                                          | 0           | 0  | 0       | 0          | 0                                          | 0           |
| 23 | Abdenasser El Khayati | Nederland | Middenvelder | Winter 2016/17 | Zomer 2017   | 12 | 5       | 0          | 0                                          | 0           | 0  | 0       | 0          | 0                                          | 0           | 12 | 5       | 0          | 0                                          | 0           |

### Verhuurde spelers
| #  | Naam                   | Land      | Positie   | Bij ADO sinds  | Contract tot | E. | Voetbal | Kreeg geel | Kreeg voor de tweede keer geel en dus rood | Weggestuurd | B. | Voetbal | Kreeg geel | Kreeg voor de tweede keer geel en dus rood | Weggestuurd | T. | Voetbal | Kreeg geel | Kreeg voor de tweede keer geel en dus rood | Weggestuurd |
| -- | ---------------------- | --------- | --------- | -------------- | ------------ | -- | ------- | ---------- | ------------------------------------------ | ----------- | -- | ------- | ---------- | ------------------------------------------ | ----------- | -- | ------- | ---------- | ------------------------------------------ | ----------- |
| 18 | Tim Coremans           | Nederland | Doelman   | Zomer 2014     | Zomer 2018   | 0  | 0       | 0          | 0                                          | 0           | 0  | 0       | 0          | 0                                          | 0           | 0  | 0       | 0          | 0                                          | 0           |
| 19 | Dennis van der Heijden | Nederland | Aanvaller | Winter 2015/16 | Zomer 2019   | 16 | 0       | 0          | 0                                          | 0           | 1  | 1       | 0          | 0                                          | 0           | 17 | 1       | 0          | 0                                          | 0           |
| 11 | Ludcinio Marengo       | Suriname  | Aanvaller | Zomer 2015     | Zomer 2018   | 14 | 1       | 1          | 0                                          | 0           | 1  | 0       | 1          | 0                                          | 0           | 15 | 1       | 2          | 0                                          | 0           |

### Tussentijds vertrokken spelers
| #  | Naam           | Land       | Positie      | Bij ADO sinds | Contract tot | E. | Voetbal | Kreeg geel | Kreeg voor de tweede keer geel en dus rood | Weggestuurd | B. | Voetbal | Kreeg geel | Kreeg voor de tweede keer geel en dus rood | Weggestuurd | T. | Voetbal | Kreeg geel | Kreeg voor de tweede keer geel en dus rood | Weggestuurd |
| -- | -------------- | ---------- | ------------ | ------------- | ------------ | -- | ------- | ---------- | ------------------------------------------ | ----------- | -- | ------- | ---------- | ------------------------------------------ | ----------- | -- | ------- | ---------- | ------------------------------------------ | ----------- |
| 13 | José San Román | Argentinië | Verdediger   | Zomer 2016    | Zomer 2018   | 12 | 0       | 3          | 0                                          | 0           | 3  | 0       | 0          | 0                                          | 0           | 15 | 0       | 3          | 0                                          | 0           |
| 23 | Hector Hevel   | Nederland  | Middenvelder | Zomer 2014    | Zomer 2017   | 6  | 0       | 1          | 1                                          | 0           | 2  | 0       | 0          | 0                                          | 0           | 8  | 0       | 1          | 1                                          | 0           |

### Transfers
Zomer 2016: aangetrokken:
- Chovanie Amatkarijo → eigen gelederen
- Sheraldo Becker → Ajax
- Trevor David → eigen gelederen
- Aschraf El Mahdioui → Ajax
- Mohamed Haddachi → eigen gelederen
- Jurrian Jouvenaar → eigen gelederen
- Gervane Kastaneer → FC Eindhoven (was verhuurd)
- Thomas Meißner → MSV Duisburg
- José San Román → CA Huracán
- Henk van Schaik → eigen gelederen
- Jerdy Schouten → eigen gelederen
- Ernestas Šetkus → Sivasspor
- Tom Trybull → SpVgg Greuther Fürth

Zomer 2016: vertrokken:
- Robin Buwalda → N.E.C.
- Tim Coremans → FC Dordrecht (verhuurd)
- Timothy Derijck → Zulte Waregem
- Kyle Ebecilio → FC Twente (was gehuurd)
- Mathias Gehrt → FC Helsingør
- Martin Hansen → FC Ingolstadt 04
- Giovanni Korte → NAC Breda
- Thomas Kristensen → Brisbane Roar FC
- Dylan Nieuwenhuijs → nnb.
- Segun Owobowale → N.E.C.
- Vito Wormgoor → Aalesunds FK
- Gianni Zuiverloon → Cultural Leonesa

Winter 2016/2017: aangetrokken:
- Hennos Asmelash → eigen gelederen
- Abdenasser El Khayati → Queens Park Rangers (gehuurd)
- Guyon Fernandez → Stal Dniprodzerzjynsk
- Donny Gorter → Viborg FF
- Abel Tamata → FC Groningen
- Randy Wolters → Go Ahead Eagles (gehuurd)

Zomer 2016/2017: vertrokken:
- Hector Hevel → AEK Larnaca
- Dennis van der Heijden → FC Volendam (verhuurd)
- Ludcinio Marengo → Go Ahead Eagles (verhuurd)
- José San Román → Newell's Old Boys

### Technische staf
|                    | Naam               | Functie                 | Contract tot |
| ------------------ | ------------------ | ----------------------- | ------------ |
| Vlag van Nederland | Alfons Groenendijk | Hoofdtrainer            | Zomer 2017   |
| Vlag van Nederland | Ekrem Kahya        | Assistent-trainer       | Zomer 2017   |
| Vlag van Nederland | Dirk Heesen        | Assistent-trainer       | Zomer 2017   |
| Vlag van Nederland | John Nieuwenburg   | Assistent-trainer       | Zomer 2017   |
| Vlag van Nederland | John Nieuwenburg   | Loop- en hersteltrainer | Zomer 2017   |
| Vlag van Nederland | Raymond Mulder     | Keeperstrainer          | Zomer 2018   |
| Vlag van Nederland | Ed de Goeij        | Keeperstrainer jeugd    | Zomer 2017   |
| Vlag van Nederland | Rob Meppelink      | Hoofd jeugdopleidingen  |              |
| Vlag van Portugal  | Dino Nunes         | Verzorger               |              |
| Vlag van Nederland | Rob Ravestein      | Materiaalman            |              |
| Vlag van Nederland | Rob Ravestein      | Logistiek medewerker    |              |
| Vlag van Nederland | Jillis Zevenbergen | Teammanager             |              |
| Vlag van Nederland | Edwin Coret        | Fysiotherapeut          |              |
| Vlag van Nederland | Ed Beeftink        | Clubarts                |              |
| Vlag van Nederland | Philip Nijgh       | Spelersbegeleider       |              |

(*) Op dinsdag 7 februari 2017 werd hoofdtrainer Željko Petrović ontslagen. In de dagen erna werden hoofdtrainer Alfons Groenendijk en assistent-trainer Dirk Heesen aangesteld.

### Directie
|                    | Naam                 | Functie                                       |
| ------------------ | -------------------- | --------------------------------------------- |
| Vlag van China     | Wang Hui             | Eigenaar                                      |
| Vlag van Nederland | Henk Jagersma        | Voorzitter                                    |
| Vlag van Nederland | Mattijs Manders      | Algemeen directeur                            |
|                    | nvt.                 | Technisch directeur                           |
|                    | nvt.                 | Technisch manager                             |
| Vlag van Nederland | Leon de Geus         | Financieel manager                            |
| Vlag van Nederland | Ron de Visser        | Manager Commercie, Hospitality & Events       |
| Vlag van Nederland | Marcel van der Holst | Manager Veiligheid & Wedstrijdorganisatie     |
| Vlag van Nederland | Ruud Mansveld        | Manager Merchandise, Marketing & Communicatie |

In de Raad van Commissarissen zitten onder andere Martin Jol en Kees Jansma.

## Statistieken ADO Den Haag in het seizoen 2016/17

### Clubtopscorers 2016/17
| #   | Naam                   | Doelpunten | Doelpunten | Doelpunten | Assists    | Assists    | Assists |
| #   | Naam                   | Eredivisie | KNVB Beker | Totaal     | Eredivisie | KNVB Beker | Totaal  |
| --- | ---------------------- | ---------- | ---------- | ---------- | ---------- | ---------- | ------- |
| 1.  | Mike Havenaar          | 9          | 1          | 10         | 0          | 1          | 1       |
| 2.  | Gervane Kastaneer      | 4          | 2          | 6          | 1          | 0          | 1       |
| 3.  | Abdenasser El Khayati  | 5          | 0          | 5          | 0          | 0          | 0       |
| 4.  | Dion Malone            | 3          | 0          | 3          | 3          | 0          | 3       |
| 5.  | Sheraldo Becker        | 3          | 0          | 3          | 1          | 1          | 2       |
| 6.  | Tom Beugelsdijk        | 3          | 0          | 3          | 0          | 0          | 0       |
| 7.  | Édouard Duplan         | 2          | 0          | 2          | 4          | 1          | 5       |
| 8.  | Ruben Schaken          | 1          | 0          | 1          | 4          | 0          | 4       |
| 9.  | Ludcinio Marengo       | 1          | 0          | 1          | 1          | 1          | 2       |
| 10. | Tyronne Ebuehi         | 1          | 0          | 1          | 1          | 0          | 1       |
| 11. | Wilfried Kanon         | 1          | 0          | 1          | 1          | 0          | 1       |
| 12. | Danny Bakker           | 1          | 0          | 1          | 0          | 0          | 0       |
| 13. | Guyon Fernandez        | 1          | 0          | 1          | 0          | 0          | 0       |
| 14. | Dennis van der Heijden | 0          | 1          | 1          | 0          | 0          | 0       |
| 15. | Kevin Jansen           | 1          | 0          | 1          | 0          | 0          | 0       |
| 16. | Tom Trybull            | 1          | 0          | 1          | 0          | 0          | 0       |
| 17. | Aaron Meijers          | 0          | 0          | 0          | 3          | 0          | 3       |
| 18. | Aschraf El Mahdioui    | 0          | 0          | 0          | 1          | 0          | 1       |
| 19. | Hector Hevel           | 0          | 0          | 0          | 1          | 0          | 1       |
| 20. | José San Román         | 0          | 0          | 0          | 1          | 0          | 1       |
| 21. | Randy Wolters          | 0          | 0          | 0          | 1          | 0          | 1       |

### Doelmannen 2016/17
| #  | Naam              | Eredivisie  | Eredivisie       | Eredivisie      | Eredivisie                 | KNVB Beker  | KNVB Beker       | KNVB Beker      | KNVB Beker                 |
| #  | Naam              | Wedstrijden | Doelpunten tegen | De nul gehouden | Strafschoppen niet in doel | Wedstrijden | Doelpunten tegen | De nul gehouden | Strafschoppen niet in doel |
| -- | ----------------- | ----------- | ---------------- | --------------- | -------------------------- | ----------- | ---------------- | --------------- | -------------------------- |
| 1. | Ernestas Šetkus   | 22          | 40               | 3×              | 1/2                        | 0           | 0                | 0×              | 0/0                        |
| 2. | Robert Zwinkels   | 12          | 18               | 2×              | 0/1                        | 3           | 7                | 0×              | 0/3                        |
| 3. | Dion Malone (*)   | 1           | 1                | 0×              | 0/0                        | 0           | 0                | 0×              | 0/0                        |
| 4. | Rody de Boer      | 0           | 0                | 0×              | 0/0                        | 0           | 0                | 0×              | 0/0                        |
| 5. | Jurrian Jouvenaar | 0           | 0                | 0×              | 0/0                        | 0           | 0                | 0×              | 0/0                        |

(*) Middenvelder Dion Malone keepte in de wedstrijd tegen Go Ahead Eagles de laatste 20 minuten nadat Ernestas Šetkus rood kreeg en er al drie maal was gewisseld.

### Eindstand ADO Den Haag in Nederlandse Eredivisie 2016/17
| Stand | Gespeeld | Gewonnen | Gelijk | Verloren | Punten | Doelpunten voor | Doelpunten tegen | Gele kaarten | 2× Geel > Rood | Rode kaarten |
| ----- | -------- | -------- | ------ | -------- | ------ | --------------- | ---------------- | ------------ | -------------- | ------------ |
| 11e   | 34       | 11       | 5      | 18       | 38     | 37              | 59               | 65           | 3              | 1            |

### Stand, punten en doelpunten per speelronde 2016/17
| Speelronde              | 1               | 2               | 3               | 4               | 5               | 6               | 7               | 8               | 9               | 10              | 11              | 12              | 13              | 14              | 15              | 16              | 17              | 18              | 19              | 20              | 21              | 22                 | 23                 | 24                 | 25                 | 26                 | 27                 | 28                 | 29                 | 30                 | 31                 | 32                 | 33                 | 34                 |
| ----------------------- | --------------- | --------------- | --------------- | --------------- | --------------- | --------------- | --------------- | --------------- | --------------- | --------------- | --------------- | --------------- | --------------- | --------------- | --------------- | --------------- | --------------- | --------------- | --------------- | --------------- | --------------- | ------------------ | ------------------ | ------------------ | ------------------ | ------------------ | ------------------ | ------------------ | ------------------ | ------------------ | ------------------ | ------------------ | ------------------ | ------------------ |
| Trainer                 | Željko Petrović | Željko Petrović | Željko Petrović | Željko Petrović | Željko Petrović | Željko Petrović | Željko Petrović | Željko Petrović | Željko Petrović | Željko Petrović | Željko Petrović | Željko Petrović | Željko Petrović | Željko Petrović | Željko Petrović | Željko Petrović | Željko Petrović | Željko Petrović | Željko Petrović | Željko Petrović | Željko Petrović | Alfons Groenendijk | Alfons Groenendijk | Alfons Groenendijk | Alfons Groenendijk | Alfons Groenendijk | Alfons Groenendijk | Alfons Groenendijk | Alfons Groenendijk | Alfons Groenendijk | Alfons Groenendijk | Alfons Groenendijk | Alfons Groenendijk | Alfons Groenendijk |
| Punten per speelronde   | 3               | 3               | 3               | 1               | 0               | 0               | 0               | 0               | 0               | 1               | 0               | 3               | 0               | 0               | 0               | 0               | 3               | 0               | 0               | 0               | 0               | 0                  | 0                  | 1                  | 1                  | 3                  | 0                  | 3                  | 3                  | 3                  | 1                  | 3                  | 0                  | 3                  |
| Punten na speelronde    | 3               | 6               | 9               | 10              | 10              | 10              | 10              | 10              | 10              | 11              | 11              | 14              | 14              | 14              | 14              | 14              | 17              | 17              | 17              | 17              | 17              | 17                 | 17                 | 18                 | 19                 | 22                 | 22                 | 25                 | 28                 | 31                 | 32                 | 35                 | 35                 | 38                 |
| Stand na speelronde     | 3e              | 2e              | 3e              | 3e              | 4e              | 9e              | 10e             | 9e              | 10e             | 10e             | 11e             | 10e             | 11e             | 15e             | 15e             | 15e             | 14e             | 14e             | 15e             | 15e             | 16e             | 18e                | 18e                | 18e                | 18e                | 17e                | 17e                | 16e                | 15e                | 13e                | 12e                | 12e                | 14e                | 11e                |
| Goals per speelronde    | 3               | 2               | 2               | 1               | 1               | 1               | 0               | 1               | 0               | 1               | 0               | 1               | 1               | 1               | 0               | 0               | 1               | 0               | 1               | 0               | 0               | 1                  | 0                  | 1                  | 1                  | 1                  | 0                  | 4                  | 2                  | 4                  | 1                  | 1                  | 0                  | 4                  |
| Goals na speelronde     | 3               | 5               | 7               | 8               | 9               | 10              | 10              | 11              | 11              | 12              | 12              | 13              | 14              | 15              | 15              | 15              | 16              | 16              | 17              | 17              | 17              | 18                 | 18                 | 19                 | 20                 | 21                 | 21                 | 25                 | 27                 | 31                 | 32                 | 33                 | 33                 | 37                 |
| Doelsaldo na speelronde | +3              | +4              | +5              | +5              | +3              | 0               | −3              | −4              | −6              | −6              | −7              | −6              | −7              | −9              | −11             | −14             | −13             | −15             | −16             | −19             | −21             | −23                | −24                | −24                | −24                | −23                | −27                | −24                | −23                | −22                | −22                | −21                | −25                | −22                |

### Thuis/uit-verhouding 2016/17
| Tegenstander | Ajax  | AZ    | Excelsior | Feyenoord | Go Ahead Eagles | FC Groningen | SC Heerenveen | Heracles Almelo | NEC Nijmegen | PEC Zwolle | PSV   | Roda JC Kerkrade | Sparta Rotterdam | FC Twente | FC Utrecht | Vitesse | Willem II | Punten totaal |
| ------------ | ----- | ----- | --------- | --------- | --------------- | ------------ | ------------- | --------------- | ------------ | ---------- | ----- | ---------------- | ---------------- | --------- | ---------- | ------- | --------- | ------------- |
| ADO thuis    | 0 - 2 | 0 - 1 | 4 - 1     | 0 - 1     | 3 - 0           | 4 - 3        | 0 - 3         | 1 - 1           | 1 - 0        | 1 - 2      | 1 - 1 | 4 - 1            | 1 - 0            | 1 - 1     | 0 - 2      | 0 - 2   | 1 - 0     | 24            |
| ADO uit      | 3 - 0 | 4 - 0 | 1 - 2     | 3 - 1     | 3 - 1           | 2 - 1        | 2 - 0         | 4 - 0           | 3 - 0        | 2 - 1      | 3 - 1 | 1 - 1            | 0 - 1            | 4 - 1     | 1 - 1      | 1 - 2   | 1 - 2     | 14            |
| Punten       | 0     | 0     | 6         | 0         | 3               | 3            | 0             | 1               | 3            | 0          | 1     | 4                | 6                | 1         | 1          | 3       | 6         | 38            |

### Toeschouwersaantallen 2016/17
| Tegenstander | Ajax    | AZ     | Excelsior | Feyenoord | Go Ahead Eagles | FC Groningen | SC Heerenveen | Heracles Almelo | NEC Nijmegen | PEC Zwolle | PSV    | Roda JC Kerkrade | Sparta Rotterdam | FC Twente | FC Utrecht | Vitesse | Willem II | Totaal (Gem.) |
| ------------ | ------- | ------ | --------- | --------- | --------------- | ------------ | ------------- | --------------- | ------------ | ---------- | ------ | ---------------- | ---------------- | --------- | ---------- | ------- | --------- | ------------- |
| ADO thuis    | 13.764* | 11.023 | 13.257    | 12.822    | 10.168          | 11.348       | 11.023        | 11.016          | 10.256       | 9.130      | 13.094 | 11.740           | 12.691           | 11.615    | 8.956      | 11.343  | 10.044    | 11.370        |
| ADO uit      | 49.552* | 14.126 | 4.123     | 47.500    | 9.647           | 17.818       | 20.400        | 11.733          | 11.200       | 12.400     | 32.700 | 16.178           | 11.026           | 24.100    | 17.712     | 11.615  | 12.800    | -             |

(* Bij deze wedstrijden mochten er geen uitsupporters aanwezig zijn.)

### Kaarten per speelronde 2016/17
| Speelronde              | 1   | 2   | 3    | 4   | 5   | 6   | 7   | 8   | 9   | 10  | 11  | 12  | 13  | 14  | 15  | 16  | 17  | 18  | 19  | 20   | 21  | 22  | 23  | 24  | 25  | 26   | 27  | 28  | 29  | 30  | 31   | 32  | 33  | 34  |
| ----------------------- | --- | --- | ---- | --- | --- | --- | --- | --- | --- | --- | --- | --- | --- | --- | --- | --- | --- | --- | --- | ---- | --- | --- | --- | --- | --- | ---- | --- | --- | --- | --- | ---- | --- | --- | --- |
| Gele kaarten per duel   | 1   | 2   | 3    | 2   | 3   | 2   | 2   | 4   | 1   | 5   | 3   | 4   | 1   | 0   | 3   | 1   | 0   | 2   | 3   | 2    | 3   | 1   | 1   | 1   | 4   | 4    | 1   | 1   | 1   | 2   | 1    | 0   | 1   | 0   |
| Gele kaarten in totaal  | 1   | 3   | 6    | 8   | 11  | 13  | 15  | 19  | 20  | 25  | 28  | 32  | 33  | 33  | 36  | 37  | 37  | 39  | 42  | 44   | 47  | 48  | 49  | 50  | 54  | 58   | 59  | 60  | 61  | 63  | 64   | 64  | 65  | 65  |
| Rode kaarten per duel   | 0   | 0   | 0    | 0   | 0   | 0   | 0   | 1   | 0   | 0   | 0   | 0   | 0   | 0   | 1   | 0   | 1   | 0   | 0   | 0    | 0   | 1   | 0   | 0   | 0   | 0    | 0   | 0   | 0   | 0   | 0    | 0   | 0   | 0   |
| Rode kaarten in totaal  | 0   | 0   | 0    | 0   | 0   | 0   | 0   | 1   | 1   | 1   | 1   | 1   | 1   | 1   | 2   | 2   | 3   | 3   | 3   | 3    | 3   | 4   | 4   | 4   | 4   | 4    | 4   | 4   | 4   | 4   | 4    | 4   | 4   | 4   |
| Scheidsrechter per duel | Hig | Blo | Nijh | Hig | Göz | Boe | Wie | Kui | Blo | Jan | Kam | Mul | Blo | Kui | Boe | Kam | Blo | Kam | Bax | Nijh | Mul | Jan | Kui | Blo | Göz | Nijh | Jan | Hig | Mul | Man | Nijh | Hig | Göz | Mul |

(* 2× geel wordt in dit schema gezien als één rode kaart.)

### Strafschoppen 2016/17
| Penalty's    | Penalty's gescoord | Penalty's gemist | Penalty's gepakt | Penalty's totaal | Gescoord door: | Gemist door:                                        | Gepakt door:       |
| ------------ | ------------------ | ---------------- | ---------------- | ---------------- | --- | --------------------------------------------------- | ------------------ |
| ADO Den Haag | 4                  | 1                | 0                | 5                | 2: Abdenasser El Khayati, 1: Tom Beugelsdijk, Mike Havenaar                                                                         | 1: Mike Havenaar                                    | -                  |
| Tegenstander | 5                  | 1                | 0                | 6                | 2: Dirk Kuyt (Feyenoord, beiden beker), 1: Gregor Breinburg (NEC Nijmegen, beker), Mimoun Mahi (FC Groningen), Gastón Pereiro (PSV) | 1: (Sam Larsson (SC Heerenveen; gepakt door Setkus) | 1: Ernestas Setkus |

### Statistieken aller tijden voor ADO (huidige selectie)
| #   | Naam                   | Wedstrijden | Wedstrijden | Wedstrijden | Doelpunten | Doelpunten | Doelpunten |
| #   | Naam                   | Competitie  | Beker       | Totaal      | Competitie | Beker      | Totaal     |
| --- | ---------------------- | ----------- | ----------- | ----------- | ---------- | ---------- | ---------- |
| 1.  | Aaron Meijers          | 147         | 7           | 154         | 2          | 0          | 2          |
| 2.  | Dion Malone            | 129         | 6           | 135         | 5          | 0          | 5          |
| 3.  | Tom Beugelsdijk        | 110         | 7           | 117         | 11         | 0          | 11         |
| 4.  | Robert Zwinkels(*)     | 99          | 11          | 110         | 0          | 0          | 0          |
| 5.  | Kevin Jansen           | 98          | 4           | 102         | 7          | 0          | 7          |
| 6.  | Danny Bakker           | 96          | 4           | 100         | 8          | 0          | 8          |
| 7.  | Wilfried Kanon         | 66          | 4           | 70          | 1          | 0          | 1          |
| 8.  | Édouard Duplan         | 64          | 4           | 68          | 5          | 0          | 5          |
| 9.  | Mike Havenaar          | 59          | 3           | 62          | 25         | 2          | 27         |
| 10. | Ruben Schaken          | 54          | 2           | 56          | 3          | 0          | 3          |
| 11. | Tyronne Ebuehi         | 50          | 3           | 53          | 1          | 0          | 1          |
| 12. | Ludcinio Marengo       | 35          | 2           | 37          | 1          | 1          | 2          |
| 13. | Sheraldo Becker        | 28          | 3           | 31          | 3          | 0          | 3          |
| 14. | Gervane Kastaneer      | 27          | 3           | 30          | 5          | 2          | 7          |
| 15. | Thomas Meißner         | 28          | 2           | 30          | 0          | 0          | 0          |
| 16. | Dennis van der Heijden | 25          | 1           | 26          | 2          | 1          | 3          |
| 17. | Tom Trybull            | 23          | 3           | 26          | 1          | 0          | 1          |
| 18. | Guyon Fernandez        | 24          | 1           | 25          | 2          | 0          | 2          |
| 19. | Ernestas Šetkus        | 22          | 0           | 22          | 0          | 0          | 0          |
| 20. | Aschraf El Mahdioui    | 13          | 3           | 16          | 0          | 0          | 0          |
| 21. | Abdenasser El Khayati  | 12          | 0           | 12          | 5          | 0          | 5          |
| 22. | Randy Wolters          | 12          | 0           | 12          | 0          | 0          | 0          |
| 23. | Donny Gorter           | 10          | 0           | 10          | 0          | 0          | 0          |
| 24. | Trevor David           | 3           | 0           | 3           | 0          | 0          | 0          |
| 25. | Jerdy Schouten         | 2           | 1           | 3           | 0          | 0          | 0          |
| 26. | Hennos Asmelash        | 2           | 0           | 2           | 0          | 0          | 0          |
| 27. | Chovanie Amatkarijo    | 1           | 0           | 1           | 0          | 0          | 0          |

(*) Robert Zwinkels keepte ook twee wedstrijden voor ADO in de playoffs om promotie/degradatie in het seizoen 2007/08. Deze zijn in dit schema niet meegerekend.

### Opmerkelijkheden
- ADO Den Haag eindigde het seizoen 2016/17 met 38 punten. Ondanks dat dat vijf punten minder waren dan het seizoen hiervoor, behaalde ADO opnieuw de elfde plaats in de Eredivisie.
- ADO won maar liefst 11 wedstrijden dit seizoen. De laatste keer dat de Haagse ploeg zo vaak een Eredivisie-wedstrijd won, was in het seizoen 2013/14 (12 winstpartijen).
- Ook verloor ADO maar liefst 18 duels in de Eredivisie. In het seizoen 2011/12 gebeurde dat voor het laatst.
- Het aantal gemaakte doelpunten was uitzonderlijk laag: ADO scoorde dit seizoen 37 competitiedoelpunten. De laatste keer dat de Haagse ploeg onder dit aantal kwam, was in het seizoen 2005/06 (36 goals).
- ADO versloeg dit seizoen SBV Excelsior, Sparta Rotterdam en Willem II twee maal.
- Opmerkelijk is het aantal punten dat ADO behaalde tegen ploegen die op de ranglijst zijn geëindigd in het linkerrijtje: slechts 9. De overige 28 punten werden gepakt tegen ploegen uit het rechterrijtje.
- Tussen speelronde 28 en 32 pakte ADO maar liefst 13 punten. De laatste keer dat dat achtereenvolgens voorkwam, was in het seizoen 2010/11 (in speelrondes 19 t/m 23: 15 punten). In beide gevallen pakte geen enkele andere Eredivisie-ploeg meer punten in die weken.
- Een trainerswissel pakte ook dit seizoen bij ADO goed uit. Željko Petrović behaalde in de eerste 21 wedstrijden van het seizoen 17 punten. Zijn opvolger Alfons Groenendijk deed het beter: hij pakte in 13 wedstrijden maar liefst 21 punten.
- Petrović stond aan de basis van een evenaring van een record uit het seizoen 1970/71. ADO pakte namelijk in de eerste drie wedstrijden van het seizoen negen punten. Hierna behaalde de Montenegrijn echter nog maar 8 punten in de 18 wedstrijden waarin hij hoofdtrainer was. Zijn ontslag kon hierdoor niet uitblijven.
- Spits Mike Havenaar werd voor het tweede jaargang op rij clubtopscorer. De Japanner scoorde negen doelpunten in de Eredivisie en één in het bekertoernooi. Havenaar kreeg de Karel Jansen-trofee uitgereikt voor 'Topscorer van het seizoen'.
- Aankoop Sheraldo Becker kreeg de trofee voor 'Talent van het jaar'. De jonge buitenspeler kwam over van Ajax en scoorde dit seizoen drie keer. Hij werd verkozen boven zelfopgeleide talenten, omdat er dit seizoen weinig waren doorgebroken. De jeugdspeler met de meeste speelminuten was Trevor David (3 wedstrijden).
- Keeper Robert Zwinkels kreeg de Karel Jansen-trofee voor 'Beste speler van het seizoen'. Hij begon het seizoen als tweede doelman, maar verdrong Litouws international Šetkus uit de basis. Zwinkels stond dit seizoen voor het twaalfde (!) jaar op rij onder contract in Den Haag.

## Uitslagen

#### Juni/Juli
| Oefenwedstrijd | HVV Laakkwartier | 0 - 4 (0 - 0)           | ADO Den Haag                                                                      | Selectie ADO Den Haag: (Trainer: Željko Petrović) |
| za. 25 juni 2016 Aanvangstijd: 15:30 uur Plaats: Den Haag Sportpark Laakkwartier Toeschouwers: 1.500 Scheidsrechter: Angelo van Loenen Verslag ADO Verslag Omroep West |                  | 0 - 1 0 - 2 0 - 3 0 - 4 | 48' Van der Heijden (Jouvenaar) 53' Schaken (Atay) 59' Gehrt 79' Jansen (Schaken) | OPSTELLING 1e HELFT: Zwinkels - David, Beugelsdijk, Berends, Meijers - Van Huffel, Duplan, Hevel - De Groot, Havenaar, Kastaneer OPSTELLING 2e HELFT: Jouvenaar - Ebuehi, Van Schaik, Bakker, Haddachi - Jansen, Gehrt, Atay - Schaken , Van der Heijden, Amatkarijo |
| |                  |                         |                                                                                   | |

Afwezig: Kanon (Ivoorkust), Malone, Marengo (blessure)
| Oefenwedstrijd | RKAVV                   | 1 - 4 (0 - 2)                 | ADO Den Haag                                                                | Selectie ADO Den Haag: (T: Željko Petrović) |
| za. 02 juli 2016 Aanvangstijd: 15:30 uur Plaats: Leidschendam Sportpark de Kastelenring Toeschouwers: 1.000 Scheidsrechter: Edwin van de Graaf Verslag ADO Verslag Omroep West | El Karicha (Bachar) 64' | 0 - 1 0 - 2 0 - 3 0 - 4 1 - 4 | 33' Amatkarijo (Gehrt) 39' Amatkarijo 46' Jansen (Atay) 62' De Groot (Atay) | OPSTELLING 1e HELFT: Jouvenaar - David, Beugelsdijk, Berends, Meijers - Bakker, Gehrt, Hevel - Schaken, Kastaneer, Amatkarijo OPSTELLING 2e HELFT: Zwinkels - Ebuehi, Kanon, Van Schaik, Haddachi - Jansen, El Mahdioui, Atay - De Groot, Havenaar, Duplan |
| |                         |                               |                                                                             | |

Afwezig: De Boer, Van der Heijden (trainingsstage Oranje onder 19), Malone, Marengo (blessure)

Opmerkelijk: De 17-jarige Chovanie Amatkarijo maakte twee doelpunten. De jeugdspeler tekende na deze wedstrijd een contract voor drie seizoenen bij ADO.
| Oefenwedstrijd | SVV Scheveningen | 0 - 2 (0 - 1) | ADO Den Haag                                  | Selectie ADO Den Haag: (T: Željko Petrović) |
| wo. 06 juli 2016 Aanvangstijd: 19:00 uur Plaats: Scheveningen Sportpark Houtrust Toeschouwers: 1.000 Scheidsrechter: Ron Karremans Verslag ADO Verslag Omroep West |                  | 0 - 1 0 - 2   | 15' Bakker (Schaken) 84' Kastaneer (Haddachi) | OPSTELLING: Zwinkels - Ebuehi, Beugelsdijk, Kanon, Meijers - Jansen, Gehrt, Bakker - Schaken, Havenaar, Duplan WISSELS: 55' Amatkarijo Gehrt 58' Kastaneer Havenaar 58' El Mahdioui Duplan 60' David Ebuehi 71' Atay Jansen 72' Van Schaik Beugelsdijk 76' Haddachi Meijers 76' Hevel Bakker 76' De Groot Schaken |
| |                  |               |                                               | |

Afwezig: De Boer, Van der Heijden (trainingsstage Oranje onder 19), Malone, Marengo (blessure)
| Oefenwedstrijd | VV Katwijk | 0 - 5 (0 - 3)                 | ADO Den Haag                                                                                      | Selectie ADO Den Haag: (T: Željko Petrović) |
| za. 09 juli 2016 Aanvangstijd: 14:00 uur Plaats: Katwijk Sportpark De Krom Toeschouwers: 1.000 Scheidsrechter: Allard Lindhout Verslag ADO Verslag Omroep West |            | 0 - 1 0 - 2 0 - 3 0 - 4 0 - 5 | 3' Duplan (Kastaneer) 19' Schaken (Kastaneer) 38' Duplan 81' Kastaneer (Atay) 83' Hevel (Schaken) | OPSTELLING: Zwinkels - San Román, Beugelsdijk, Kanon, Meijers - Jansen, Duplan, Bakker - Schaken, Havenaar, Kastaneer WISSELS: 63' Gehrt Bakker 63' El Mahdioui Havenaar 71' David San Román 71' Atay Duplan 79' Van Schaik Kanon 79' Haddachi Jansen 79' Hevel Meijers |
| |            |                               |                                                                                                   | |

Afwezig: De Boer, Van der Heijden (trainingsstage Oranje onder 19), Malone, Marengo (blessure)
| Oefenwedstrijd | ADO Den Haag                   | 1 - 0 (1 - 0) | FC Eindhoven | Selectie ADO Den Haag: (T: Željko Petrović) | Selectie FC Eindhoven: (T: Ricardo Moniz) |
| vr. 15 juli 2016 Aanvangstijd: 16:00 uur Plaats: Leende Sportpark De Grote Peel Toeschouwers: 200 Scheidsrechter: Laurens Gerrets Wedstrijdverslagen: Verslag ADO Verslag Omroep West | Gehrt (Duplan) 29' Schaken 76' | 1 - 0         |              | OPSTELLING: Zwinkels - San Román, Beugelsdijk, Kanon, Meijers - El Mahdioui, Gehrt, Bakker - Schaken, Kastaneer, Duplan WISSELS: 46' De Boer Zwinkels 51' Ebuehi Gehrt 66' Atay El Mahdioui 79' Amatkarijo Bakker 89' Hevel Duplan | BASISOPSTELLING: Swinkels - De Wilde, Sprockel, Van den Buijs, Gunst - Deschilder, Swinnen, De Silva - Bousbiba, Lieder, Uiterloo WISSELS: 62' Koç Bousbiba 69' Loof De Wilde 69' Rowell Swinnen 81' Horsten Sprockel 81' Vandeputte De Silva 89' Rossen Gunst |
| |                                |               |              | | |

Afwezig: Van der Heijden (Oranje onder 19), Havenaar, Jansen, Malone, Marengo (blessure)
| Oefenwedstrijd | ADO Den Haag                       | 2 - 0 (1 - 0) | Kardemir Karabükspor | Selectie ADO Den Haag: (T: Željko Petrović) |
| za. 23 juli 2016 Aanvangstijd: 17:00 uur Plaats: Den Haag Sportpark Laakkwartier Toeschouwers: 500 Scheidsrechter: Ingmar Oostrom Wedstrijdverslagen: Verslag ADO Verslag Omroep West | Meijers (San Román) 81' Duplan 83' | 1 - 0 2 - 0   | 56' Isaac            | OPSTELLING: De Boer - San Román, Meißner, Beugelsdijk, Ebuehi - Jansen, Trybull, Meijers - Kastaneer, Havenaar, Duplan WISSELS: 64' Bakker Trybull 76' El Mahdioui Beugelsdijk 76' Van der Heijden Kastaneer |

Afwezig: Schaken (schorsing), Malone, Marengo, Zwinkels (blessure)

Opmerkelijk: Middenvelder Tom Trybull was ten tijde van deze wedstrijd op proef bij ADO. Eigenlijk zou Al Shabab een dag eerder de tegenstander zijn van de Haagse ploeg, maar die wedstrijd werd afgelast op verzoek van de tegenpartij.
| Oefenwedstrijd | ADO Den Haag | 1 - 0 (1 - 0) | Iraklis Saloniki | Selectie ADO Den Haag: (T: Željko Petrović) |
| za. 30 juli 2016 Aanvangstijd: 16:00 uur Plaats: Den Haag Kyocera Stadion Toeschouwers: ? Scheidsrechter: Ed Janssen Wedstrijdverslagen: Verslag ADO Verslag Omroep West | Duplan 24'   | 1 - 0         |                  | OPSTELLING: Šetkus - San Román, Meißner, Kanon, Meijers - Trybull, Duplan, Bakker - Schaken, Havenaar, Kastaneer WISSELS: 63' Gehrt Bakker 63' Ebuehi Kastaneer 76' Van der Heijden Havenaar 76' Amatkarijo Schaken 79' El Mahdioui Trybull |

Afwezig: Malone, Marengo (blessure)

Opmerkelijk: ADO verloor geen enkele wedstrijd in de voorbereiding op het Eredivisie-seizoen.

#### Augustus
| Eredivisie 1e speelronde | ADO Den Haag                                                                    | 3 - 0 (1 - 0)     | Go Ahead Eagles | Selectie ADO Den Haag: (T: Željko Petrović) | Selectie Go Ahead Eagles: (T: Hans de Koning) |
| za. 6 augustus 2016 Aanvangstijd: 18:30 uur Plaats: Den Haag Kyocera Stadion Toeschouwers: 10.168 Scheidsrechter: Dennis Higler Wedstrijdverslagen: Verslag ADO Verslag FCUpdate | Havenaar (penalty) 16' Havenaar 34' Havenaar (Schaken) 70' Ebuehi (Marengo) 82' | 1 - 0 2 - 0 3 - 0 | 15' Duits       | BASISOPSTELLING: Šetkus - San Román, Meißner, Beugelsdijk, Kanon - Trybull, Duplan, Meijers - Schaken, Havenaar, Kastaneer RESERVEBANK: Zwinkels, Ebuehi, Van Schaik, David, Bakker, El Mahdioui, Hevel, Gehrt, Marengo, Amatkarijo, Van der Heijden WISSELS: 73' Marengo Kastaneer 79' Ebuehi Schaken 85' Van der Heijden Havenaar | BASISOPSTELLING: Zwarthoed - Groenbast, Fischer, Schenk, Van der Meer - Suk, Brands, Duits - Ojamaa, De Kogel, Wolters RESERVEBANK: Cummins, Nieveld, Teijsse, Daemen, Džepar, Van Ewijk, Maatsen, Van Overbeek, Hendriks, Ten Den WISSELS: 46' Maatsen Ojamaa 62' Nieveld Suk 77' Teijsse Brands |

Afwezig: Jansen, Malone (blessure)

Opmerkelijk: Sinds dit Eredivisie-seizoen mogen alle ploegen tot maximaal twaalf wisselspelers per wedstrijd hebben in plaats van maximaal zeven. Thomas Meißner, José San Román, Ernestas Šetkus, Tom Trybull én trainer Željko Petrović maakten hun ADO-debuut. Tyronne Ebuehi scoorde zijn eerste doelpunt voor ADO Den Haag. De Haagse ploeg won voor het eerst in 2008 de openingswedstrijd van het seizoen. ADO scoorde deze wedstrijd drie keer, pakte drie punten en kwam daardoor met een doelsaldo van +3 op de derde plaats in de Eredivisie te staan.
| Eredivisie 2e speelronde | Vitesse                             | 1 - 2 (1 - 1)     | ADO Den Haag                                                             | Selectie ADO Den Haag: (T: Željko Petrović) | Selectie Vitesse: (T: Henk Fraser) |
| za. 13 augustus 2016 Aanvangstijd: 19:45 uur Plaats: Arnhem GelreDome Toeschouwers: 11.615 Scheidsrechter: Kevin Blom Wedstrijdverslagen: Verslag ADO Verslag FCUpdate | Van Wolfswinkel 22' Kruiswijk 90+3' | 1 - 0 1 - 1 1 - 2 | 31' Kastaneer (Kanon) 59' Duplan 61' Kastaneer (Meijers) 90+3' San Román | BASISOPSTELLING: Šetkus - San Román, Meißner, Beugelsdijk, Kanon - Trybull, Duplan, Meijers - Schaken, Havenaar, Kastaneer RESERVEBANK: Zwinkels, De Boer, Ebuehi, Bakker, El Mahdioui, Jansen, Marengo, Van der Heijden WISSELS: 79' Jansen Schaken 83' Marengo Kastaneer 89' Van der Heijden Havenaar | BASISOPSTELLING: Room - Leerdam, Kasjia , Van der Werff, Kruiswijk - Nakamba, Qazaishvili, Baker - Rashica, Van Wolfswinkel, Nathan RESERVEBANK: Tørnes, Lelieveld, Ota, Yeini, Osman, Van Bergen, Zhang WISSELS: 61' Zhang Qazaishvili 62' Van Bergen Nathan 87' Osman Baker |

Afwezig: Malone (blessure)

Opmerkelijk: ADO won voor het eerst sinds het seizoen 2007/08 de eerste twee wedstrijden van het seizoen. Door deze overwinningen was ADO voor één dag koploper van de Eredivisie. Henk Fraser was het voorgaande seizoen nog trainer van ADO.
| Eredivisie 3e speelronde | Excelsior                                                 | 1 - 2 (1 - 1)     | ADO Den Haag                                                                             | Selectie ADO Den Haag: (T: Željko Petrović) | Selectie Excelsior: (T: Mitchell van der Gaag) |
| vr. 19 augustus 2016 Aanvangstijd: 20:00 uur Plaats: Rotterdam Woudestein Toeschouwers: 4.123 Scheidsrechter: Bas Nijhuis Wedstrijdverslagen: Verslag ADO Verslag FCUpdate | Mattheij (Koolwijk) 8' Bruins 22' Vermeulen 36' Drost 81' | 1 - 0 1 - 1 1 - 2 | 25' Kastaneer (San Román) 39' Kastaneer 68' Beugelsdijk (Duplan) 74' Trybull 81' Meißner | BASISOPSTELLING: Šetkus - San Román, Meißner, Beugelsdijk, Kanon - Trybull, Duplan, Meijers - Schaken, Havenaar, Kastaneer RESERVEBANK: Zwinkels, De Boer, Ebuehi, Bakker, El Mahdioui, Jansen, Marengo, Van der Heijden WISSELS: 83' Jansen Schaken 83' Marengo Kastaneer 88' Van der Heijden Havenaar | BASISOPSTELLING: Muyters - Karami, Mattheij, Drost, Kuipers - Bruins, Vermeulen, Koolwijk - Ribeiro, Hasselbaink, Elbers RESERVEBANK: Kurto, Havekotte, Owusu, Arghus, Massop, Haspolat, Hadouir, Ondaan, Badjeck WISSELS: 69' Hadouir Hasselbaink 72' Ondaan Elbers 82' Arghus Drost |

Afwezig: Malone (blessure)

Opmerkelijk: ADO evenaarde met deze bliksemstart het seizoen 1970/71. Toen wist de Haagse ploeg namelijk ook de eerste drie wedstrijden van het nieuwe Eredivisie-seizoen te winnen. Door de overwinning werd ADO voor één dag koploper van de Eredivisie. Uiteindelijk gingen PSV en Feyenoord op doelsaldo over ADO heen. Gervane Kastaneer was met drie doelpunten gedeeld topscorer van de Eredivisie; hij deelde de eerste plaats met Eljero Elia (Feyenoord), Enes Ünal (FC Twente) en Loris Brogno (Sparta Rotterdam).
| Eredivisie 4e speelronde | ADO Den Haag                                                 | 1 - 1 (1 - 1) | Heracles Almelo      | Selectie ADO Den Haag: (T: Željko Petrović) | Selectie Heracles Almelo: (T: John Stegeman) |
| zo. 28 augustus 2016 Aanvangstijd: 14:30 uur Plaats: Den Haag Kyocera Stadion Toeschouwers: 11.016 Scheidsrechter: Dennis Higler Wedstrijdverslagen: Verslag ADO Verslag FCUpdate | Havenaar (Kastaneer) 28' Duplan 38' Meijers 54' Havenaar 80' | 1 - 0 1 - 1   | 18' Gosens 57' Darri | BASISOPSTELLING: Šetkus - San Román, Meißner, Beugelsdijk, Kanon - Trybull, Duplan, Meijers - Schaken, Havenaar, Kastaneer RESERVEBANK: Zwinkels, De Boer, Ebuehi, Bakker, El Mahdioui, Jansen, Becker, Marengo, Van der Heijden WISSELS: 74' Becker Schaken 75' Jansen Kastaneer 87' Marengo Kanon | BASISOPSTELLING: Castro - Breukers, Te Wierik , Hoogma, Gosens - Bel Hassani, Pelupessy, Bruns - Navrátil, Vermeij, Darri RESERVEBANK: Fij, Brouwer, Droste, Pröpper, Fledderus, Van Ooijen, Vujičević, Kada, Kuwas, Van Mieghem WISSELS: 64' Van Mieghem Darri 70' Kuwas Vermeij 86' Vujicevic Bel Hassani |

Afwezig: Malone (blessure)

Opmerkelijk: Sheraldo Becker maakte zijn ADO-debuut.

#### September
| Eredivisie 5e speelronde | Feyenoord                                                                 | 3 - 1 (2 - 0)           | ADO Den Haag                                          | Selectie ADO Den Haag: (T: Željko Petrović) | Selectie Feyenoord: (T: Giovanni van Bronckhorst) |
| zo. 11 september 2016 Aanvangstijd: 12:30 uur Plaats: Rotterdam De Kuip Toeschouwers: 47.500 Scheidsrechter: Serdar Gözübüyük Wedstrijdverslagen: Verslag ADO Verslag FCUpdate | Kuyt 33' Jørgensen (Toornstra) 35' Vilhena 72' El Ahmadi (Karsdorp) 90+4' | 1 - 0 2 - 0 3 - 0 3 - 1 | 48' Meijers 58' Beugelsdijk 64' Kastaneer 86' Marengo | BASISOPSTELLING: Šetkus - San Román, Meißner, Beugelsdijk, Kanon - Jansen, Trybull, Duplan, Meijers - Becker, Kastaneer RESERVEBANK: Zwinkels, De Boer, Ebuehi, David, Bakker, El Mahdioui, Hevel, Marengo, Havenaar, Van der Heijden WISSELS: 57' Havenaar Jansen 67' Marengo Kastaneer 85' Van der Heijden Becker | BASISOPSTELLING: Jones - Karsdorp, Botteghin, Van der Heijden, Woudenberg - El Ahmadi, Kuyt , Vilhena - Berghuis, Jørgensen, Toornstra RESERVEBANK: Hansson, Bijlow, Nieuwkoop, Kongolo, Nelom, Vejinović, Tapia, Gustafson, El Hankouri, Başacıkoğlu, Kramer WISSELS: 76' Başacıkoğlu Berghuis 83' Gustafson Kuyt 88' Kongolo Woudenberg |

Afwezig: Malone, Schaken (blessure)

Opmerkelijk: Deze wedstrijd stond in het teken van het Sophia Kinderziekenhuis in Rotterdam. Mede hierdoor gooiden ADO-supporters in de twaalfde minuut van de wedstrijd knuffels vanuit het uitvak richting kinderen in de Feyenoord-vakken in de onderste ring van het stadion. Later dit jaar werd deze actie genomineerd voor de Europese FIFA Fan Award. Ook maakte Ludcinio Marengo zijn eerste doelpunt in de Eredivisie.
| Eredivisie 6e speelronde | FC Twente                                                                          | 4 - 1 (2 - 0)                 | ADO Den Haag                                | Selectie ADO Den Haag: (T: Željko Petrović) | Selectie FC Twente: (T: René Hake) |
| za. 17 september 2016 Aanvangstijd: 18:30 uur Plaats: Enschede Grolsch Veste Toeschouwers: 24.100 Scheidsrechter: Pol van Boekel Wedstrijdverslagen: Verslag ADO Verslag FCUpdate | Ünal (vrije trap) 13' Ünal (Mokotjo) 35' Van der Lely 41' Celina 54' Mokotjo 90+1' | 1 - 0 2 - 0 3 - 0 3 - 1 4 - 1 | 20' Becker 61' Meißner 88' Jansen (Schaken) | BASISOPSTELLING: Šetkus - San Román, Meißner, Beugelsdijk, Kanon - Trybull, Duplan, Meijers - Becker, Havenaar, Marengo RESERVEBANK: Zwinkels, De Boer, Ebuehi, Bakker, Jansen, El Mahdioui, Schaken, Van der Heijden WISSELS: 46' Van der Heijden Marengo 46' Jansen Kanon 77' Schaken Becker | BASISOPSTELLING: Marsman - Van der Lely, Andersen, Bijen, Trajkovski - Mokotjo, Klich , Jensen - Yeboah, Ünal, Celina RESERVEBANK: Stevens, Hengelman, Katsikas, Van der Heyden, Ebecilio, Hölscher, Seys, Oosterwijk WISSELS: 25' Katsikas Andersen 57' Hölscher Jensen 70' Oosterwijk Ünal |

Afwezig: Kastaneer, Malone (blessure)
| KNVB Beker Eerste ronde | NEC Nijmegen                                                                                       | 1 - 1 (3 - 5*) (0 - 0, 0 - 0)                                                      | ADO Den Haag                                                                                        | Selectie ADO Den Haag: (T: Željko Petrović) | Selectie NEC Nijmegen (T: Peter Hyballa) |
| wo. 21 september 2016 Aanvangstijd: 20:00 uur Plaats: Nijmegen Goffertstadion Toeschouwers: 4.005 Scheidsrechter: Siemen Mulder Wedstrijdverslagen: Verslag ADO Verslag FCUpdate | Golla 90' Fomitschow 97' Von Haacke 97' Breinburg (penalty) 105' Đumić Golla Fomitschow Von Haacke | Verlenging: 1 - 0 1 - 1 Penalty's: 0 - 1 1 - 1 1 - 2 2 - 2 2 - 3 2 - 4 3 - 4 3 - 5 | 84' Beugelsdijk 93' Schaken 114' Kastaneer (Havenaar) Beugelsdijk El Mahdioui Bakker Becker Schaken | BASISOPSTELLING: Zwinkels - San Román, Meißner, Beugelsdijk, Meijers - Bakker, Trybull, Jansen - Schaken, Havenaar, Duplan RESERVEBANK: Šetkus, De Boer, Ebuehi, Kanon, El Mahdioui, Becker, Kastaneer, Marengo, Van der Heijden WISSELS: 71' El Mahdioui Duplan 71' Becker Trybull 110' Kastaneer Jansen | BASISOPSTELLING: Delle - Dyrestam, Đumić, Golla, Fomitschow - Kadıoğlu, Von Haacke, Breinburg - Mayi, Owusu-Abeyie, Ofosu RESERVEBANK: Smits, Heinloth, Buwalda, Gmeiner, Bikel, Mauk, Lundholm, Grot, Awoniyi WISSELS: 58' Bikel Kadioglu 77' Awoniyi Owusu-Abeyie |

Afwezig: Malone (blessure)

Opmerkelijk: Voor het derde jaar op rij moest ADO aanleggen voor een penaltyserie in de eerste wedstrijd van het KNVB-Bekertoernooi. Deze keer won de Haagse ploeg. Door het toevoegen van de Tweede en Derde Divisie (amateurploegen) waren er meer clubs die meededen in het bekertoernooi. Hierdoor stroomde ADO, samen met alle andere Eredivisie-ploegen, in de eerste ronde in. Dit in tegenstelling tot voorgaande jaren waarin ADO altijd pas in de tweede ronde van het bekertoernooi aantrad.
| Eredivisie 7e speelronde | ADO Den Haag            | 0 - 3 (0 - 1)     | SC Heerenveen                                                                          | Selectie ADO Den Haag: (T: Željko Petrović) | Selectie SC Heerenveen: (T: Jurgen Streppel) |
| za. 24 september 2016 Aanvangstijd: 18:30 uur Plaats: Den Haag Kyocera Stadion Toeschouwers: 10.572 Scheidsrechter: Reinold Wiedemeijer Wedstrijdverslagen: Verslag ADO Verslag FCUpdate | San Román 24' Kanon 33' | 1 - 0 2 - 0 3 - 0 | 26' Kanon (eigen doelpunt) 36' Marzo 79' Zeneli (Van Amersfoort) 88' Veerman (Larsson) | BASISOPSTELLING: Šetkus - San Román, Meißner, Beugelsdijk, Meijers - Trybull, Duplan, Jansen - Schaken, Havenaar, Becker RESERVEBANK: Zwinkels, De Boer, Ebuehi, Kanon, Bakker, El Mahdioui, Kastaneer, Marengo, Van der Heijden WISSELS: 21' Kanon Meijers 46' Ebuehi Meißner 77' Kastaneer Jansen | BASISOPSTELLING: Mulder - Marzo, St. Juste, Van Aken, Bijker - Van Amersfoort, Schaars, Kobayashi - Zeneli, Ghoochannejhad, Larsson RESERVEBANK: Van der Steen, Bekkema, Pierie, Cavlan, Thorsby, Thern, Namli, Vlap, Slagveer, Veerman WISSELS: 84' Veerman Ghoochannejhad 89' Thorsby Van Amersfoort 89' Slagveer Larsson |

Afwezig: Malone (blessure)

Opmerkelijk: Aanvoerder Aaron Meijers viel uit met een zware knieblessure.
| Eredivisie 8e speelronde | PEC Zwolle                                                | 2 - 1 (0 - 0)     | ADO Den Haag                                                                                   | Selectie ADO Den Haag: (T: Željko Petrović) | Selectie PEC Zwolle: (T: Ron Jans) |
| vr. 30 september 2016 Aanvangstijd: 20:00 uur Plaats: Zwolle MAC³PARK stadion Toeschouwers: 12.400 Scheidsrechter: Björn Kuipers Wedstrijdverslagen: Verslag ADO Verslag FCUpdate | Van de Pavert 20' Mokhtar (Holla) 51' Mokhtar (Brama) 70' | 0 - 1 1 - 1 2 - 1 | 28' Beugelsdijk 47' Trybull (Havenaar) 65' Trybull 65' Duplan 66' Bakker 79' Kanon 81' Trybull | BASISOPSTELLING: Šetkus - San Román, Beugelsdijk, Kanon, Ebuehi - Trybull, Duplan , Bakker - Schaken, Havenaar, Kastaneer RESERVEBANK: Zwinkels, De Boer, David, El Mahdioui, Jansen, Hevel, Becker, Marengo, Van der Heijden WISSELS: 71' Becker Kastaneer 75' Jansen San Román 85' Van der Heijden Beugelsdijk | BASISOPSTELLING: Van der Hart - Van Polen , Marcellis, Van de Pavert, Verdonk - Brama, Holla, Marinus - Ehizibue, Achahbar, Mokhtar RESERVEBANK: Begois, Hauptmeijer, Schenkeveld, Sandler, Ten Have, Warmerdam, Hebling, Saymak, Mastour, Menig, Karagounis, Nijland WISSELS: 46' Schenkeveld Van Polen 55' Saymak Marinus 87' Karagounis Ehizibue |

Afwezig: Malone, Meißner, Meijers (blessure)

Opmerkelijk: Tom Trybull scoorde zijn eerste doelpunt in de Eredivisie.

#### Oktober
| Oefenwedstrijd | ADO Den Haag                                         | 3 - 0 (0 - 0)     | RKC Waalwijk | Selectie ADO Den Haag: (T: Željko Petrović) | Selectie RKC Waalwijk: (T: Peter van den Berg) |
| do. 6 oktober 2016 Aanvangstijd: 13:30 uur Plaats: Den Haag Kyocera Stadion Toeschouwers: ? Scheidsrechter: Jeroen Manschot Wedstrijdverslagen: Verslag ADO Verslag Omroep West | Marengo (El Mahdioui) 54' Marengo 80' Amatkarijo 88' | 1 - 0 2 - 0 3 - 0 |              | OPSTELLING: Zwinkels - San Román, Beugelsdijk, Bakker, Ebuehi - Trybull, El Mahdioui, Jansen - Schaken, Havenaar, Marengo WISSELS: 46' David San Román 46' Van Schaik Beugelsdijk 46' Hevel Jansen 46' Duplan Schaken 46' Amatkarijo Havenaar | BASISOPSTELLING: Vaessen - Ndefe, Wormgoor, Greene, Engberink - Van Arnhem, Nieuwendaal , Van de Sande - Sanoh, Voskamp, Langedijk WISSELS: 46' Mezghrani Engberink 62' Benson Voskamp 62' El Bahraoui Ndefe 62' Ben Mohamadi Langedijk 62' Verduijn Sanoh 62' Rienstra Wormgoor 75' Bijdevier Vaessen 75' Anderson Nieuwendaal 75' Baggerman Van Arnhem 75' Najah Van de Sande |
| |                                                      |                   |              | | |

Afwezig: Kanon (Ivoorkust), Šetkus (Litouwen), De Boer, Van der Heijden, Kastaneer (Nederland O-21), Malone, Meißner, Meijers (blessure)
| Eredivisie 9e speelronde | ADO Den Haag | 0 - 2 (0 - 1) | Ajax                                      | Selectie ADO Den Haag: (T: Željko Petrović) | Selectie Ajax: (T: Peter Bosz) |
| zo. 16 oktober 2016 Aanvangstijd: 16:45 uur Plaats: Den Haag Kyocera Stadion Toeschouwers: 13.764 Scheidsrechter: Kevin Blom Wedstrijdverslagen: Verslag ADO Verslag FCUpdate | Jansen 33'   | 0 - 1 0 - 2   | 20' Klaassen (Schöne) 52' Traoré (Younes) | BASISOPSTELLING: Šetkus - Ebuehi, Meißner, Beugelsdijk, Kanon - Jansen, Duplan , Bakker - Schaken, Havenaar, Becker RESERVEBANK: Zwinkels, De Boer, San Román, David, El Mahdioui, Hevel, Kastaneer, Marengo, Van der Heijden WISSELS: 58' El Mahdioui Schaken 59' Kastaneer Duplan 70' Marengo Becker | BASISOPSTELLING: Onana - Veltman, Sánchez, Viergever, Sinkgraven - Klaassen , Ziyech, Schöne - Traoré, Dolberg, Younes RESERVEBANK: Boer, Tete, Westermann, Riedewald, Dijks, Gudelj, Bazoer, Van de Beek, El Ghazi, Cerny, Cassierra WISSELS: 61' El Ghazi Traoré 77' Dijks Sinkgraven 81' Gudelj Younes |

Afwezig: Trybull (schorsing), Malone, Meijers (blessure)
| Eredivisie 10e speelronde | Roda JC Kerkrade                      | 1 - 1 (0 - 1) | ADO Den Haag                                                         | Selectie ADO Den Haag: (T: Željko Petrović) | Selectie Roda JC Kerkrade: (T: Yannis Anastasiou) |
| za. 22 oktober 2016 Aanvangstijd: 19:45 uur Plaats: Kerkrade Parkstad Limburg Stadion Toeschouwers: 16.178 Scheidsrechter: Ed Janssen Wedstrijdverslagen: Verslag ADO Verslag FCUpdate | Paulissen (vrije trap) 86' Werker 88' | 0 - 1 1 - 1   | 14' Jansen 37' Duplan 47' Bakker 74' Ebuehi 85' Meißner 90+4' Duplan | BASISOPSTELLING: Šetkus - Ebuehi, Meißner, Beugelsdijk, Kanon - Jansen, Trybull, Bakker - Becker, Havenaar, Duplan RESERVEBANK: Zwinkels, De Boer, San Román, El Mahdioui, Hevel, Marengo, Van der Heijden WISSELS: 68' El Mahdioui Jansen 73' Van der Heijden Havenaar 79' Marengo Becker | BASISOPSTELLING: Van Leer - Kum, Werker, Gullón, Van Peppen - Noor, Van Hyfte , Ajagun - De Silva, Boysen, Paulissen RESERVEBANK: De Winter, Wolters, Milec, Stassar, Auassar, Rutjes, Rosheuvel, Nestoras Mitidis, Blattler WISSELS: 59' Auassar Noor 67' Rosheuvel De Silva 73' Mitides Boysen |

Afwezig: Kastaneer, Malone, Meijers, Schaken (blessure)

Opmerkelijk: Ivoriaan Wilfried Kanon speelde zijn 50ste officiële wedstrijd voor ADO; Kevin Jansen speelde zijn 100ste officiële duel voor de Haagse ploeg.
| KNVB Beker Tweede ronde | ADO Den Haag                                                                   | 2 - 1 (0 - 1)     | Telstar                                                                           | Selectie ADO Den Haag: (T: Željko Petrović) | Selectie Telstar: (T: Michel Vonk) |
| di. 25 oktober 2016 Aanvangstijd: 20:00 uur Plaats: Den Haag Kyocera Stadion Toeschouwers: 5.106 Scheidsrechter: Richard Liesveld Wedstrijdverslagen: Verslag ADO Verslag FCUpdate | Marengo 53' Havenaar (Duplan) 73' Van der Heijden (Marengo) 81' Havenaar 90+3' | 0 - 1 1 - 1 2 - 1 | 16' Džepar 39' Mahmudov (Lilipaly) 90+2' Mahmudov 90+3' Serrarens 90+3' Ottenhoff | BASISOPSTELLING: Zwinkels - San Román, Beugelsdijk, Kanon, Ebuehi - Trybull, El Mahdioui, Bakker - Becker, Havenaar, Marengo RESERVEBANK: Šetkus, De Boer, David, Van Schaik, Hevel, Duplan, Amatkarijo, Van der Heijden WISSELS: 46' Van der Heijden Trybull 72' Duplan Becker 72' Hevel Kanon | BASISOPSTELLING: De Jong - Lilipaly, Van Berkel, Ottenhoff, Tutuarima - Abdulahi, Van den Broek , Džepar - Serrarens, Zamouri, Mahmudov RESERVEBANK: Zonneveld, Horton, Beissel, Van Huizen, Van Iperen, Van den Houten, Kodalak, Yamazaki, Knol, Philips, Van der Linden, Donald WISSELS: 82' Philips Džepar 82' Yamazaki Zamouri |
| |                                                                                |                   |                                                                                   | | |

Afwezig: Jansen, Kastaneer, Malone, Meißner, Meijers, Schaken (blessure/rust)

Opmerkelijk: Voor het eerst sinds het seizoen 2008/09 bereikte ADO de 1/8ste finale van het KNVB Beker-toernooi.
| Eredivisie 11e speelronde | ADO Den Haag                       | 0 - 1 (0 - 0) | AZ                                      | Selectie ADO Den Haag: (T: Željko Petrović) | Selectie AZ: (T: John van den Brom) |
| zo. 30 oktober 2016 Aanvangstijd: 16:45 uur Plaats: Den Haag Kyocera Stadion Toeschouwers: 11.023 Scheidsrechter: Jochem Kamphuis Wedstrijdverslagen: Verslag ADO Verslag FCUpdate | Meißner 17' Marengo 39' Bakker 77' | 0 - 1         | 18' Van Eijden 87' Mühren (Jahanbakhsh) | BASISOPSTELLING: Šetkus - Ebuehi, Meißner, Beugelsdijk, Kanon - Jansen, Trybull, Bakker - Duplan , Havenaar, Marengo RESERVEBANK: Zwinkels, De Boer, San Román, David, Haddachi, Hevel, Becker, Amatkarijo, Van der Heijden WISSELS: 84' Becker Duplan 84' Van der Heijden Havenaar 87' Hevel Marengo | BASISOPSTELLING: Rochet - Johansson, Van Eijden , Wuytens, Ouwejan - Rienstra, Luckassen, Van Overeem - Bel Hassani, Weghorst, Jahanbakhsh RESERVEBANK: Coutinho, Wijndal, Til, Tankovic, Dos Santos, Mühren, Seuntjens WISSELS: 66' Mühren Bel Hassani 76' Tankovic Van Overeem 89' Til Weghorst |

Afwezig: El Mahdioui (ziek), Kastaneer, Malone, Meijers, Schaken (blessure)

#### November
| Eredivisie 12e speelronde | ADO Den Haag                                                                  | 1 - 0 (0 - 0) | Willem II | Selectie ADO Den Haag: (T: Željko Petrović) | Selectie Willem II: (T: Erwin van de Looi) |
| za. 5 november 2016 Aanvangstijd: 18:30 uur Plaats: Den Haag Kyocera Stadion Toeschouwers: 10.044 Scheidsrechter: Siemen Mulder Wedstrijdverslagen: Verslag ADO Verslag FCUpdate | Jansen 27' Beugelsdijk (Hevel) 56' Havenaar 60' San Román 75' Beugelsdijk 80' | 1 - 0         | 45' Ojo   | BASISOPSTELLING: Šetkus - San Román, Meißner, Beugelsdijk , Ebuehi - Schaken, Jansen, Trybull, Hevel - Van der Heijden, Havenaar RESERVEBANK: Zwinkels, De Boer, Kanon, El Mahdioui, Becker, Duplan, Marengo WISSELS: 32' Duplan Jansen 77' El Mahdioui Hevel 90+1' Becker Schaken | BASISOPSTELLING: Lamprou - Van Anholt, Lachman, Peters , Tshimanga - Ojo, Falkenburg, Kali - Croux, Ogbeche, Abubakar RESERVEBANK: Bertrams, Branderhorst, Wuytens, Heerkens, Franssen, Schuurman, Haye, Lieftink, Calcan, Andrade WISSELS: 68' Haye Abubakar 68' Calcan Croux 82' Schuurman Van Anholt |

Afwezig: Bakker (schorsing), Kastaneer, Malone, Meijers (blessure)

Opmerkelijk: Kevin Jansen scheurde in deze wedstrijd, voor de tweede keer in zijn carrière, een kruisband in zijn knie af. Tom Beugelsdijk speelde zijn 100ste officiële wedstrijd voor ADO en scoorde voor de tiende maal in de Eredivisie. Middenvelder Hector Hevel had voor het eerst een basisplaats. ADO won voor het eerst sinds augustus een Eredivisie-duel en maakte voor het eerst sinds diezelfde maand weer een thuisdoelpunt. Danny Bakker was geschorst voor deze wedstrijd door het bereiken van zijn vijfde gele kaart (twee kaarten uit de laatste twee wedstrijden van vorig seizoen en drie kaarten dit seizoen). De internationals in de periode na deze wedstrijd waren: Ernestas Šetkus (Litouwen), Wilfried Kanon (Ivoorkust), Rody de Boer en Dennis van der Heijden (beiden Oranje −19). Daarnaast maakte Gervane Kastaneer zijn debuut voor Jong Oranje.
| Eredivisie 13e speelronde | FC Groningen                                               | 2 - 1 (1 - 1)     | ADO Den Haag          | Selectie ADO Den Haag: (T: Željko Petrović) | Selectie FC Groningen: (T: Ernest Faber) |
| za. 19 november 2016 Aanvangstijd: 20:45 uur Plaats: Groningen Noordlease Stadion Toeschouwers: 17.818 Scheidsrechter: Kevin Blom Wedstrijdverslagen: Verslag ADO Verslag FCUpdate | Hateboer (Reijnen) 10' Van Weert (Reijnen) 54' Sørloth 85' | 1 - 0 1 - 1 2 - 1 | 42' Duplan 71' Duplan | BASISOPSTELLING: Šetkus - San Román, Meißner, Beugelsdijk, Ebuehi - Trybull, Duplan , Hevel - Schaken, Havenaar, Kastaneer RESERVEBANK: Zwinkels, De Boer, David, Kanon, Bakker, El Mahdioui, Becker, Van der Heijden WISSELS: 27' Van der Heijden Havenaar 72' Becker Schaken 78' El Mahdioui Hevel | BASISOPSTELLING: Padt - Hateboer, Reijnen, Larsen, Van Nieff - Tibbling, Bacuna, Jenssen, Rusnák - Van Weert, Mahi RESERVEBANK: Van der Vlag, Van der Lei, Memišević, Davidson, Hiariej, Maduro, Idrissi, Linssen, Sørloth WISSELS: 68' Sørloth Rusnák 82' Linssen Mahi 90+1' Memišević Van Weert |

Afwezig: Jansen, Malone, Meijers (blessure)

Opmerkelijk: Spits Mike Havenaar viel uit met een oogblessure. Édouard Duplan maakte zijn vijfde doelpunt in totaal voor ADO; al deze goals maakte hij in uitwedstrijden.
| Eredivisie 14e speelronde | PSV                                                                                  | 3 - 1 (1 - 0)           | ADO Den Haag              | Selectie ADO Den Haag: (T: Željko Petrović) | Selectie PSV: (T: Phillip Cocu) |
| za. 26 november 2016 Aanvangstijd: 19:45 uur Plaats: Eindhoven Philips Stadion Toeschouwers: 32.700 Scheidsrechter: Björn Kuipers Wedstrijdverslagen: Verslag ADO Verslag FCUpdate | Pereiro (penalty) 12' L. de Jong (Zinchenko) 50' L. de Jong (Zinchenko) 55' Zoet 57' | 1 - 0 2 - 0 3 - 0 3 - 1 | 57' Beugelsdijk (penalty) | BASISOPSTELLING: Šetkus - Ebuehi, Meißner, Beugelsdijk , Kanon - Schaken, El Mahdioui, Trybull, Hevel - Kastaneer, Havenaar RESERVEBANK: Zwinkels, De Boer, San Román, Bakker, Becker, Marengo, Van der Heijden WISSELS: 46' Becker Schaken 74' Marengo Hevel 85' Van der Heijden Havenaar | BASISOPSTELLING: Zoet - Arias, Isimat-Mirin, Schwaab, Moreno - Pröpper, S. de Jong, Ramselaar - Pereiro, L. de Jong , Zinchenko RESERVEBANK: Pasveer, Jurjus, De Wijs, Poulsen, Lundqvist, Narsingh, Jozefzoon, Bergwijn WISSELS: 67' Narshingh S. de Jong 86' Lundqvist Ramselaar |

Afwezig: Duplan (schorsing), Jansen, Malone, Meijers (blessure)

#### December
| Eredivisie 15e speelronde | ADO Den Haag                                                        | 0 - 2 (0 - 1) | FC Utrecht                                             | Selectie ADO Den Haag: (T: Željko Petrović) | Selectie FC Utrecht (T: Erik ten Hag) |
| zo. 4 december 2016 Aanvangstijd: 12:30 uur Plaats: Den Haag Kyocera Stadion Toeschouwers: 8.956 Scheidsrechter: Pol van Boekel Wedstrijdverslagen: Verslag ADO Verslag FCUpdate | Kastaneer 14' Hevel 41' Beugelsdijk 43' Meißner 63' Beugelsdijk 75' | 0 - 1 0 - 2   | 29' Barazite (Ayoub) 80' Troupée 83' Haller (Živković) | BASISOPSTELLING: Šetkus - Ebuehi, Meißner, Beugelsdijk, Kanon - El Mahdioui, Trybull, Duplan , Hevel - Kastaneer, Havenaar RESERVEBANK: Zwinkels, De Boer, San Román, Bakker, Schaken, Becker, Marengo, Van der Heijden WISSELS: 58' Van der Heijden Havenaar 58' Becker Hevel 83' Marengo Duplan | BASISOPSTELLING: Jensen - Troupée, Leeuwin, Janssen , Van der Meer - Strieder, Amrabat, Barazite, Ayoub - Živković, Haller RESERVEBANK: Nijhuis, Van der Maarel, Conboy, Ludwig, Rubin, Kerk, Kristoffer Peterson, Joosten WISSELS: 86' Ludwig Barazite |

Afwezig: Jansen, Malone, Meijers (blessure)
| Eredivisie 16e speelronde | NEC Nijmegen                                                     | 3 - 0 (3 - 0)     | ADO Den Haag    | Selectie ADO Den Haag: (T: Željko Petrović) | Selectie NEC Nijmegen: (T: Peter Hyballa) |
| za. 10 december 2016 Aanvangstijd: 18:30 uur Plaats: Nijmegen Goffertstadion Toeschouwers: 11.200 Scheidsrechter: Jochem Kamphuis Wedstrijdverslagen: Verslag ADO Verslag FCUpdate | Mayi (Kadıoğlu) 10' Ebuehi (eigen doelpunt) 12' Rayhi (Mayi) 44' | 1 - 0 2 - 0 3 - 0 | 11' El Mahdioui | BASISOPSTELLING: Šetkus - San Román, Bakker, Kanon, Ebuehi - El Mahdioui, Trybull, Duplan , Marengo - Becker, Kastaneer RESERVEBANK: Zwinkels, De Boer, David, Hevel, Schaken, Van der Heijden, Schouten WISSELS: 61' Van der Heijden Duplan 76' Schaken Marengo 81' Schouten Kastaneer | BASISOPSTELLING: Delle - Buwalda, Đumić, Golla, Fomitschow - Bikel, Von Haacke, Kadıoğlu, Breinburg - Mayi, Rayhi RESERVEBANK: Smits, Van Duin, Heinloth, Gmeiner, Leiwakabessy, Mauk, Groeneveld, Ofosu, Grot, Awoniyi WISSELS: 35' Heinloth Golla 68' Groeneveld Kadioglu 90' Leiwakabessy Bikel |

Afwezig: Beugelsdijk, Meißner (schorsing), Havenaar, Jansen, Malone, Meijers (blessure)

Opmerkelijk: Aanvaller Jerdy Schouten maakte zijn profdebuut.
| KNVB Beker Achtste finale | Feyenoord | 5 - 1 (1 - 0)                       | ADO Den Haag                                               | Selectie ADO Den Haag: (T: Željko Petrović) | Selectie Feyenoord: (T: Giovanni van Bronckhorst) |
| wo. 14 december 2016 Aanvangstijd: 20:45 uur Plaats: Rotterdam De Kuip Toeschouwers: 32.500 Scheidsrechter: Ed Janssen Wedstrijdverslagen: Verslag ADO Verslag FCUpdate | Jørgensen (El Ahmadi) 34' Kuyt (penalty) 50' Kuyt (Jørgensen) 63' El Ahmadi 68' Vilhena 73' Kuyt (penalty) 79' | 1 - 0 2 - 0 3 - 0 4 - 0 5 - 0 5 - 1 | 49' Meißner 79' Zwinkels 81' Ebuehi 87' Kastaneer (Becker) | BASISOPSTELLING: Zwinkels - Ebuehi, Beugelsdijk , Meißner, Kanon - El Mahdioui, Trybull, Hevel - Schaken, Kastaneer, Becker RESERVEBANK: Šetkus, De Boer, San Román, David, Bakker, Duplan, Marengo, Van der Heijden, Schouten WISSELS: 69' San Román Kanon 76' Schouten El Mahdioui 82' Duplan Schaken | BASISOPSTELLING: Jones - Karsdorp, Botteghin, Van der Heijden, Nelom - El Ahmadi, Kuyt , Vilhena - Toornstra, Jørgensen, Elia RESERVEBANK: Hansson, Bijlow, Nieuwkoop, Kongolo, Dammers, Woudenberg, Tapia, Gustafson, El Hankouri, Berghuis, Başacıkoğlu, Kramer WISSELS: 53' Woudenberg Nelom 63' Berghuis Jørgensen 69' Kongolo Botteghin |
| | |                                     |                                                            | | |

Afwezig: Havenaar, Jansen, Malone, Meijers (blessure)

Opmerkelijk: Fransman Édouard Duplan speelde zijn 50ste officiële wedstrijd voor ADO.
| Eredivisie 17e speelronde | ADO Den Haag                             | 1 - 0 (0 - 0) | Sparta Rotterdam           | Selectie ADO Den Haag: (T: Željko Petrović) | Selectie Sparta Rotterdam: (T: Alex Pastoor) |
| zo. 18 december 2016 Aanvangstijd: 14:30 uur Plaats: Den Haag Kyocera Stadion Toeschouwers: 12.691 Scheidsrechter: Kevin Blom Wedstrijdverslagen: Verslag ADO Verslag FCUpdate | Hevel 38' Becker (Schaken) 57' Hevel 79' | 1 - 0         | 49' Floranus 87' Chevreuil | BASISOPSTELLING: Šetkus - Ebuehi, Beugelsdijk , Meißner, Kanon - El Mahdioui, Trybull, Hevel - Schaken, Kastaneer, Becker RESERVEBANK: Zwinkels, De Boer, San Román, David, Bakker, Duplan, Van der Heijden, Schouten WISSELS: 71' San Román Kanon 72' Van der Heijden Becker 82' Duplan Kastaneer | BASISOPSTELLING: Kortsmit - Dumfries, Breuer , Vriends, Floranus - Dougall, Mendes da Silva, Van Moorsel - Verhaar, El Azzouzi, Brogno RESERVEBANK: Kieboom, Verrips, Van Drongelen, Ketting, Sanusi, Goodwin, Calero, Chevreuil, Stokkers, Pogba WISSELS: 63' Sanusi Mendes da Silva 67' Goodwin Van Moorsel 82' Chevreuil Breuer |

Afwezig: Marengo (ziek), Havenaar, Jansen, Malone, Meijers (blessure)

Opmerkelijk: Sheraldo Becker maakte zijn eerste doelpunt voor ADO.

#### Januari
| Oefenwedstrijd | 1. FSV Mainz 05 | 1 - 1 (1 - 0) | ADO Den Haag                      | Selectie ADO Den Haag: (T: Željko Petrović) | Selectie 1. FSV Mainz 05: (T: Martin Schmidt) |
| vr. 6 januari 2017 Aanvangstijd: 15:00 uur Plaats: Marbella Stadium Municipal San Pedro Toeschouwers: ? Scheidsrechter: ? Wedstrijdverslagen: Verslag ADO Verslag FCUpdate | Córdoba 19'     | 1 - 0 1 - 1   | 76' Van der Heijden (El Mahdioui) | BASISOPSTELLING: De Boer - David, Beugelsdijk , Meißner, Bakker, Ebuehi - El Mahdioui, Trybull, Hevel - Kastaneer, Becker RESERVEBANK: Zwinkels, Asmelash, Marengo, Amatkarijo, Van der Heijden WISSELS: 65' Marengo Becker 75' Van der Heijden Kastaneer 78' Asmelash David 84' Amatkarijo Beugelsdijk | BASISOPSTELLING: Lössl - Brosinski, Bungert, Hack, Bussmann - Öztunali, Ramalho, José Rodríguez, Holtman - Córdoba, Muto RESERVEBANK: Müller, Watkowiak, Donati, Balogun, Bell, Gbamin, Kölle, Häusl, Latza, Frei, De Blasis, Onisiwo, Seydel |
| |                 |               |                                   | | |

Afwezig: Kanon (Ivoorkust, Afrika Cup), Duplan, Havenaar, Jansen, Malone, Meijers, Schaken, Schouten, Šetkus (blessure/ziek/rust)
| Eredivisie 18e speelronde | SC Heerenveen                                                                  | 2 - 0 (0 - 0) | ADO Den Haag         | Selectie ADO Den Haag: (T: Željko Petrović) | Selectie SC Heerenveen: (T: Jurgen Streppel) |
| za. 14 januari 2017 Aanvangstijd: 18:30 uur Plaats: Heerenveen Abe Lenstra Stadion Toeschouwers: 20.400 Scheidsrechter: Jochem Kamphuis Wedstrijdverslagen: Verslag ADO Verslag FCUpdate | Van Amersfoort 35' Ghoochannejhad 63' Ghoochannejhad (Larsson) 64' Larsson 81' | 1 - 0 2 - 0   | 61' David 80' Bakker | BASISOPSTELLING: Šetkus - David, Beugelsdijk , Meißner, Bakker, Ebuehi - El Mahdioui, Duplan, Trybull - Becker, Van der Heijden RESERVEBANK: Zwinkels, De Boer, Asmelash, Schaken, Marengo, Schouten WISSELS: 76' Marengo Van der Heijden 76' Schaken Duplan 88' Asmelash David | BASISOPSTELLING: Mulder - Marzo, Schmidt, Van Aken, Bijker - Van Amersfoort, Namli, Kobayashi - Zeneli, Ghoochannejhad, Larsson RESERVEBANK: Van der Steen, Bekkema, Huizing, Facey, Thorsby, Thern, Ødegaard, Vlap, Slagveer WISSELS: 77' Thorsby Namli 89' Ødegaard Zeneli |

Afwezig: Kanon (Ivoorkust, Afrika Cup), Hevel (schorsing/transfer), Kastaneer (bezig met transfer), Havenaar, Jansen, Malone, Meijers (blessure)

Opmerkelijk: Verdedigers Trevor David en Hennos Asmelash maakten hun Eredivisie-debuut.
| Eredivisie 19e speelronde | ADO Den Haag                                                       | 1 - 2 (1 - 1)     | PEC Zwolle                                                                                  | Selectie ADO Den Haag: (T: Željko Petrović) | Selectie PEC Zwolle: (T: Ron Jans) |
| za. 21 januari 2017 Aanvangstijd: 19:45 uur Plaats: Den Haag Kyocera Stadion Toeschouwers: 9.130 Scheidsrechter: Christiaan Bax Wedstrijdverslagen: Verslag ADO Verslag FCUpdate | Kastaneer (El Mahdioui) 10' El Mahdioui 48' Meißner 71' Duplan 90' | 1 - 0 1 - 1 1 - 2 | 23' Holla 38' Ehizibue (Thomas) 54' Van de Pavert 56' Brock-Madsen (Ehizibue) 85' Marcellis | BASISOPSTELLING: Šetkus - David, Beugelsdijk , Meißner, Ebuehi - El Mahdioui, Trybull, Bakker - Schaken, Kastaneer, Becker RESERVEBANK: Zwinkels, De Boer, Asmelash, Duplan, Marengo, Van der Heijden, Schouten WISSELS: 21' Van der Heijden Kastaneer 60' Marengo Bakker 84' Duplan Trybull | BASISOPSTELLING: Van der Hart - Van Polen , Marcellis, Van de Pavert, Warmerdam - Saymak, Holla, Thomas - Ehizibue, Brock-Madsen, Menig RESERVEBANK: Begois, Hauptmeijer, Schenkeveld, Sandler, Marinus, Mastour, Nijland, Achahbar WISSELS: 70' Marinus Holla 79' Nijland Saymak 82' Schenkeveld Menig |

Afwezig: Kanon (Ivoorkust, Afrika Cup), Havenaar, Jansen, Malone, Meijers (blessure)

Opmerkelijk: Gervane Kastaneer viel uit met een vervelende oogblessure.
| Oefenwedstrijd | ADO Den Haag   | 1 - 1 (0 - 1) | Westlandia | Selectie ADO Den Haag: |
| di. 24 januari 2017 Aanvangstijd: 19:30 uur Plaats: Den Haag Kyocera Stadion Toeschouwers: ? Scheidsrechter: ? Wedstrijdverslagen: Verslag ADO Verslag Omroep West | Amatkarijo 47' | 0 - 1 1 - 1   | 4' Markes  | BASISOPSTELLING: De Boer - Asmelash, Van Schaik, Berends, Tamata - Malone, Schouten, Meijers - Amatkarijo, Van der Heijden, Marengo WISSELS: 46' Cil Malone 46' Van Huffel Meijers 57' Nwankwo Tamata 60' De Groot Marengo 65' Owusu Van Schaik 65' Van Geenen Berends 65' Bilgi Van der Heijden |

Afwezig: Kanon (Ivoorkust, Afrika Cup), Bakker, Becker, Beugelsdijk, David, Duplan, Ebuehi, El Mahdioui, Havenaar, Jansen, Kastaneer, Meißner, Schaken, Šetkus, Trybull, Zwinkels (blessure/rust)

Opmerkelijk: ADO speelde met het tweede elftal, aangevuld met proefspeler Abel Tamata en de van een langslepende blessure teruggekeerde Dion Malone en Aaron Meijers.
| Eredivisie 20e speelronde | Ajax                                                                | 3 - 0 (2 - 0)     | ADO Den Haag               | Selectie ADO Den Haag: (T: Željko Petrović) | Selectie Ajax: (T: Peter Bosz) |
| zo. 29 januari 2017 Aanvangstijd: 14:30 uur Plaats: Amsterdam Amsterdam ArenA Toeschouwers: 49.552 Scheidsrechter: Bas Nijhuis Wedstrijdverslagen: Verslag ADO Verslag FCUpdate | Ziyech (Dolberg) 11' Schöne (vrije trap) 34' Dolberg (Klaassen) 76' | 1 - 0 2 - 0 3 - 0 | 64' Beugelsdijk 83' Šetkus | BASISOPSTELLING: Šetkus - Ebuehi, Beugelsdijk , Meißner, David - El Mahdioui, Trybull, Bakker - Becker, Schaken, Duplan RESERVEBANK: Zwinkels, De Boer, Asmelash, Amatkarijo, Van der Heijden, Schouten WISSELS: 81' Asmelash Trybull 87' Schouten Duplan 87' Amatkarijo Becker | BASISOPSTELLING: Onana - Veltman, Sánchez, Viergever, Sinkgraven - Klaassen , Ziyech, Schöne - Kluivert, Dolberg, Younes RESERVEBANK: Boer, Tete, Westermann, Riedewald, De Ligt, Dijks, Van de Beek, De Jong, Cassierra WISSELS: 78' Van de Beek Ziyech 78' Cassierra Kluivert |

Afwezig: Kanon (Ivoorkust, Afrika Cup), Marengo (disciplinaire schorsing), Havenaar, Malone, Meijers (niet wedstrijdfit), Jansen, Kastaneer (blessure)

Opmerkelijk: Aanvaller Chovanie Amatkarijo maakte zijn debuut in de Eredivisie.
| Oefenwedstrijd | ADO Den Haag             | 2 - 4 (0 - 2)                       | Roda JC Kerkrade                        | Selectie ADO Den Haag: (T: Željko Petrović) |
| ma. 30 januari 2017 Aanvangstijd: 18:30 uur Plaats: Den Haag Kyocera Stadion Toeschouwers: ? Scheidsrechter: ? Wedstrijdverslagen: Verslag ADO Verslag Omroep West | Gorter 59' Fernandez 61' | 0 - 1 0 - 2 0 - 3 1 - 3 2 - 3 2 - 4 | 15' Demirtas 37' Djim 58' Djim 87' Djim | BASISOPSTELLING: Zwinkels - Asmelash, Van Schaik, Berends, Tamata - Malone, Gorter, Meijers - Schouten, Fernandez, Amatkarijo WISSELS: 46' Nwankwo Berends 46' Cil Meijers 46' Van Huffel Schouten 70' Ladan Malone 70' Duijvestijn Gorter |

Afwezig: Kanon (Ivoorkust, Afrika Cup), Van der Heijden, Marengo (bezig met transfer), Havenaar (niet wedstrijdfit), Bakker, Becker, Beugelsdijk, De Boer, David, Duplan, Ebuehi, El Mahdioui, Jansen, Kastaneer, Meißner, Schaken, Šetkus, Trybull (blessure/rust)

Opmerkelijk: Het tweede elftal van ADO speelde tegen het tweede elftal van Roda JC Kerkrade. Deze wedstrijd werd ingelast om nieuwe én van blessures teruggekeerde spelers minuten te laten maken.

#### Februari
| Eredivisie 21e speelronde | ADO Den Haag                     | 0 - 2 (0 - 2) | Vitesse                                                         | Selectie ADO Den Haag: (T: Željko Petrović) | Selectie Vitesse: (T: Henk Fraser) |
| vr. 3 februari 2017 Aanvangstijd: 20:00 uur Plaats: Den Haag Kyocera Stadion Toeschouwers: 11.343 Scheidsrechter: Siemen Mulder Wedstrijdverslagen: Verslag ADO Verslag FCUpdate | Wolters 52' Gorter 61' Kanon 88' | 0 - 1 0 - 2   | 29' Tighadouini (Van Wolfswinkel) 31' Van Wolkswinkel (Leerdam) | BASISOPSTELLING: Šetkus - Ebuehi, Beugelsdijk , Meißner, Kanon - El Mahdioui, El Khayati, Trybull - Schaken, Fernandez, Wolters RESERVEBANK: Zwinkels, De Boer, Malone, David, Asmelash, Bakker, Gorter, Duplan, Becker, Havenaar, Schouten WISSELS: 46' Gorter Trybull 60' Duplan El Khayati 70' Havenaar Fernandez | BASISOPSTELLING: Room - Leerdam, Kasjia , Van der Werff, Kruiswijk - Nakamba, Nathan, Baker - Rashica, Van Wolfswinkel, Tighadouini RESERVEBANK: Tørnes, Houwen, Diks, Miazga, Ali, Foor, Calor, Korjan, Van Bergen, Zhang WISSELS: 77' Foor Tighadouini 87' Miazga Nathan |

Afwezig: Meijers, Tamata (niet wedstrijdfit), Jansen, Kastaneer (blessure)

Opmerkelijk: Abdenasser El Khayati, Donny Gorter en Randy Wolters maakten hun ADO-debuut. Mike Havenaar speelde zijn 50ste officiële wedstrijd voor de Haagse ploeg. Na de 14e nederlaag in 21 Eredivisie-wedstrijden werd hoofdtrainer Željko Petrović ontslagen bij ADO.
| Eredivisie 22e speelronde | Go Ahead Eagles                                                         | 3 - 1 (1 - 0)           | ADO Den Haag                                  | Selectie ADO Den Haag: (T: Alfons Groenendijk) | Selectie Go Ahead Eagles: (T: Hans de Koning) |
| za. 11 februari 2017 Aanvangstijd: 19:45 uur Plaats: Deventer De Adelaarshorst Toeschouwers: 9.647 Scheidsrechter: Ed Janssen Wedstrijdverslagen: Verslag ADO Verslag FCUpdate | Hendriks (Antonia) 38' Hendriks (Marengo) 57 Achenteh 85' Ritzmaier 90' | 1 - 0 2 - 0 2 - 1 3 - 1 | 29' Kanon 73' Šetkus 86' El Khayati (penalty) | BASISOPSTELLING: Šetkus - Ebuehi, Beugelsdijk, Meißner, Kanon - Malone, Duplan , Trybull - Schaken, Fernandez, Wolters RESERVEBANK: Zwinkels, De Boer, David, Bakker, El Mahdioui, Meijers, Gorter, El Khayati, Becker, Havenaar, Schouten WISSELS: 46' Becker Schaken 46' Havenaar Fernandez 67' El Khayati Wolters | BASISOPSTELLING: Zwarthoed - Groenbast, Fischer, Schenk, Ritzmaier - Chirivella, Crowley, Duits - Antonia, Hendriks, Marengo RESERVEBANK: Cummins, Nieveld, Rexhepi, Achenteh, Suk, Maneschijn, Hettinga, Werkhoven WISSELS: 78' Achenteh Marengo 89' Nieveld Crowley 90+2' Suk Hendriks |

Afwezig: Tamata (niet wedstrijdfit), Jansen, Kastaneer (blessure)

Opmerkelijk: Na twee trainingen van de nieuwe trainer Alfons Groenendijk was het tij nog niet gekeerd; ADO verloor voor de vijftiende keer dit seizoen en zakte (op doelsaldo) af naar de laatste plaats in de Eredivisie. ADO had al drie keer gewisseld toen keeper Ernestas Šetkus een rode kaart kreeg voor het neerhalen van een doorgebroken speler. Hierdoor stond Dion Malone, die na elf maanden blessureleed weer een Eredivisie-wedstrijd speelde, het laatste kwartier op doel. Abdenasser El Khayati maakte zijn eerste doelpunt voor ADO.
| Eredivisie 23e speelronde | ADO Den Haag | 0 - 1 (0 - 0) | Feyenoord                                  | Selectie ADO Den Haag: (T: Alfons Groenendijk) | Selectie Feyenoord: (T: Giovanni van Bronckhorst) |
| zo. 19 februari 2017 Aanvangstijd: 16:45 uur Plaats: Den Haag Kyocera Stadion Toeschouwers: 12.822 Scheidsrechter: Björn Kuipers Wedstrijdverslagen: Verslag ADO Verslag FCUpdate | Schaken 86'  | 0 - 1         | 37' Toornstra 45+1' Berghuis 62' El Ahmadi | BASISOPSTELLING: Zwinkels - Ebuehi, Beugelsdijk, Kanon, Meijers - Malone, Bakker, Gorter - Schaken, Fernandez, Duplan RESERVEBANK: De Boer, David, Meißner, El Mahdioui, El Khayati, Becker, Wolters, Havenaar, Schouten WISSELS: 71' Havenaar Fernandez 76' Becker Malone 81' El Khayati Gorter | BASISOPSTELLING: Jones - Karsdorp, Botteghin, Van der Heijden, Nelom - El Ahmadi, Kuyt , Toornstra - Berghuis, Jørgensen, Elia RESERVEBANK: Vermeer, Hansson, Nieuwkoop, Kongolo, Dammers, Woudenberg, Vejinović, Vilhena, Tapia, El Hankouri, Başacıkoğlu, Vente WISSELS: 81' Tapia Kuyt 84' Başacıkoğlu Elia |

Afwezig: Šetkus (schorsing), Tamata (niet wedstrijdfit), Jansen, Kastaneer, Trybull (blessure)

Opmerkelijk: Ruben Schaken speelde zijn 50ste officiële wedstrijd voor ADO.
| Eredivisie 24e speelronde | ADO Den Haag           | 1 - 1 (1 - 1) | FC Twente                       | Selectie ADO Den Haag: (T: Alfons Groenendijk) | Selectie FC Twente: (T: René Hake) |
| vr. 24 februari 2017 Aanvangstijd: 20:00 uur Plaats: Den Haag Kyocera Stadion Toeschouwers: 11.615 Scheidsrechter: Kevin Blom Wedstrijdverslagen: Verslag ADO Verslag FCUpdate | Schaken 12' Duplan 46' | 1 - 0 1 - 1   | 26' Ünal (Mokotjo) 56' Andersen | BASISOPSTELLING: Zwinkels - Ebuehi, Beugelsdijk, Kanon, Meijers - Malone, Bakker, Gorter - Schaken, Fernandez, Duplan RESERVEBANK: Šetkus, De Boer, David, Meißner, El Mahdioui, El Khayati, Becker, Wolters, Havenaar, Schouten WISSELS: 71' Havenaar Fernandez 71' Becker Schaken 82' El Khayati Gorter | BASISOPSTELLING: Marsman - Ter Avest, Thesker , Andersen, Van der Lely - Mokotjo, Jensen, Van der Heyden - Celina, Ünal, Seys RESERVEBANK: Hengelman, Drommel, Hooiveld, Bijen, Trajkovski, Hölscher, Ede, Yeboah, George, Bunjaki WISSELS: 66' Yeboah Seys 83' Bunjaki Jensen |

Afwezig: Tamata (niet wedstrijdfit), Jansen, Kastaneer, Trybull (blessure)

Opmerkelijk: Trainer Alfons Groenendijk pakte met de ploeg het eerste punt onder zijn leiding. Doelman Robert Zwinkels speelde zijn 100ste officiële wedstrijd voor ADO. Wegens een vermeende elleboogstoot van Tom Beugelsdijk werd er door de KNVB een onderzoek ingesteld. Beugelsdijk kreeg een schorsing van drie duels waarvan één voorwaardelijk. Hier ging hij twee keer tegen in beroep waardoor de schorsing pas vanaf speelronde 27 van kracht werd.

#### Maart
| Eredivisie 25e speelronde | FC Utrecht                                               | 1 - 1 (1 - 1) | ADO Den Haag                                              | Selectie ADO Den Haag: (T: Alfons Groenendijk) | Selectie FC Utrecht: (T: Erik ten Hag) |
| zo. 5 maart 2017 Aanvangstijd: 14:30 uur Plaats: Utrecht De Galgenwaard Toeschouwers: 17.712 Scheidsrechter: Serdar Gözübüyük Wedstrijdverslagen: Verslag ADO Verslag FCUpdate | Janssen 36' Živković (Troupée) 40' Kerk 62' Venema 90+2' | 0 - 1 1 - 1   | 16' Malone 33' Kanon 35' Fernandez 54' Meijers 59' Ebuehi | BASISOPSTELLING: Zwinkels - Ebuehi, Beugelsdijk, Kanon, Meijers - Malone, Bakker, Gorter - Schaken, Fernandez, Duplan RESERVEBANK: Šetkus, De Boer, David, Meißner, El Mahdioui, Trybull, El Khayati, Becker, Wolters, Havenaar, Schouten WISSELS: 46' Havenaar Fernandez 68' Becker Schaken 82' Wolters Duplan | BASISOPSTELLING: Jensen - Troupée, Leeuwin, Janssen , Van der Meer - Amrabat, Brama, Barazite, Ayoub - Kerk, Živković RESERVEBANK: Nijhuis, Klaiber, Van der Maarel, Conboy, Hardeveld, Labyad, Haller, Venema WISSELS: 46' Conboy Van der Meer 74' Labyad Kerk 86' Venema Živković |

Afwezig: Tamata (niet wedstrijdfit), Jansen, Kastaneer (blessure)

Opmerkelijk: Scheidsrechter Serdar Gözübüyük kende vlak voor rust geen strafschop toe aan ADO, terwijl er zichtbaar een overtreding op Guyon Fernandez werd gemaakt.
| Eredivisie 26e speelronde | ADO Den Haag                                                         | 1 - 0 (0 - 0) | NEC Nijmegen                           | Selectie ADO Den Haag: (T: Alfons Groenendijk) | Selectie NEC Nijmegen: (T: Peter Hyballa) |
| za. 11 maart 2017 Aanvangstijd: 18:30 uur Plaats: Den Haag Kyocera Stadion Toeschouwers: 10.256 Scheidsrechter: Bas Nijhuis Wedstrijdverslagen: Verslag ADO Verslag FCUpdate | Bakker 25' Malone 59' Ebuehi 63' Havenaar (Schaken) 72' Zwinkels 89' | 1 - 0         | 44' Breinburg 79' Kadıoğlu 90+3' Rayhi | BASISOPSTELLING: Zwinkels - Ebuehi, Beugelsdijk, Bakker, Meijers - Malone, Trybull, Gorter - Schaken, Fernandez, Duplan RESERVEBANK: Šetkus, De Boer, David, Meißner, El Mahdioui, El Khayati, Wolters, Havenaar, Schouten WISSELS: 58' Meißner Trybull 66' Havenaar Fernandez 81' Wolters Schaken | BASISOPSTELLING: Delle - Heinloth, Buwalda, Golla, Đumić, Burnet - Von Haacke, Messaoud, Breinburg - Grot, Rayhi RESERVEBANK: Smits, Van Duin, Sturing, Bikel, Mauk, Kadıoğlu, Groeneveld, Larsson, Mayi WISSELS: 67' Groeneveld Grot 75' Kadioglu Buwalda 85' Mayi Von Haacke |

Afwezig: Kanon (schorsing), Tamata (niet wedstrijdfit), Becker, Jansen, Kastaneer (blessure)

Opmerkelijk: Trainer Alfons Groenendijk behaalde zijn eerste zege met ADO. Het betekende ook de eerste overwinning in 2017. Spits Mike Havenaar scoorde voor het eerst sinds zijn blessure; de laatste keer dat de Japanner een Eredivisie-doelpunt maakte was op 28 augustus tegen Heracles Almelo.
| Eredivisie 27e speelronde | AZ | 4 - 0 (3 - 0)           | ADO Den Haag | Selectie ADO Den Haag: (T: Alfons Groenendijk) | Selectie AZ: (T: John van den Brom) |
| zo. 19 maart 2017 Aanvangstijd: 16:45 uur Plaats: Alkmaar AFAS Stadion Toeschouwers: 14.126 Scheidsrechter: Ed Janssen Wedstrijdverslagen: Verslag ADO Verslag FCUpdate | Dos Santos (Jahanbakhsh) 7' Dos Santos (Wuytens) 13' Luckassen 20' Van Overeem (Wuytens) 34' Svensson 36' Friday (Van Overeem) 60' Van Overeem 79' Wuytens 80' | 1 - 0 2 - 0 3 - 0 4 - 0 | 64' Ebuehi   | BASISOPSTELLING: Zwinkels - Ebuehi, Meißner, Kanon, Meijers - Malone, Bakker, Gorter - Schaken, Fernandez, Duplan RESERVEBANK: Šetkus, De Boer, David, El Mahdioui, Trybull, El Khayati, Becker, Wolters, Havenaar, Schouten WISSELS: 46' Trybull Bakker 63' Wolters Schaken 82' El Khayati Malone | BASISOPSTELLING: Krul - Svensson, Van Eijden , Luckassen, Haps - Seuntjens, Van Overeem, Wuytens - Jahanbakhsh, Friday, Dos Santos RESERVEBANK: Rochet, Johansson, Vlaar, Ouwejan, Rienstra, Bel Hassani, Til, Garcia WISSELS: 69' Vlaar Luckassen 72' Garcia Dos Santos 79' Til Jahanbakhsh |

Afwezig: Beugelsdijk (schorsing), Tamata (niet wedstrijdfit), Jansen, Kastaneer (blessure)
| Oefenwedstrijd | VfL Bochum | 1 - 2 (1 - 2)     | ADO Den Haag                                    | Selectie ADO Den Haag: (T: Alfons Groenendijk) | Selectie VfL Bochum: (T: Gertjan Verbeek) |
| wo. 22 maart 2017 Aanvangstijd: 14:15 uur Plaats: Bochum Bijveld van het Vonovia Ruhrstadion Toeschouwers: ? Scheidsrechter: ? Wedstrijdverslagen: Verslag ADO Verslag FCUpdate | Mlapa 2'   | 1 - 0 1 - 1 1 - 2 | 15' Wolters (Havenaar) 30' Becker (Beugelsdijk) | BASISOPSTELLING: De Boer - David, Meißner, Beugelsdijk , Tamata - El Mahdioui, El Khayati, Trybull - Becker, Havenaar, Wolters WISSELS: 75' Schouten Wolters | BASISOPSTELLING: Dornebusch - Gündüz, Gyamerah, Janelt, Ngwisani - Canouse, Stiepermann - Weilandt, Merkel, Ennali - Mlapa WISSELS: 57' Rieble Ngwisani 57' Bandowski Ennali 57' Eisfeld Mlapa |
| |            |                   |                                                 | | |

Afwezig: Ebuehi (Nigeria), Kanon (Ivoorkust), Šetkus (Litouwen), Bakker, Duplan, Fernandez, Gorter, Jansen, Kastaneer, Malone, Meijers, Schaken, Zwinkels (blessure/rust)

Opmerkelijk: Deze wedstrijd werd gehouden om voornamelijk de wisselspelers speeltijd te geven. Drie spelers reisden naar het buitenland voor interlandwedstrijden.

#### April
| Eredivisie 28e speelronde | ADO Den Haag                                                                                | 4 - 1 (2 - 0)                 | Roda JC Kerkrade                                                          | Selectie ADO Den Haag: (T: Alfons Groenendijk) | Selectie Roda JC Kerkrade: (T: Yannis Anastasiou) |
| zo. 2 april 2017 Aanvangstijd: 14:30 uur Plaats: Den Haag Kyocera Stadion Toeschouwers: 11.740 Scheidsrechter: Dennis Higler Wedstrijdverslagen: Verslag ADO Verslag FCUpdate | Becker (Malone) 1' El Khayati (penalty) 28' Becker 56' Havenaar 62' Fernandez (Wolters) 87' | 1 - 0 2 - 0 3 - 0 4 - 0 4 - 1 | 25' Gnjatić 31' El Makrini 44' Milec 52' Auassar 89' El Makrini (Auassar) | BASISOPSTELLING: Zwinkels - Ebuehi, Meißner, Kanon, Meijers - Malone, El Khayati, Bakker - Becker, Havenaar, Duplan RESERVEBANK: Šetkus, De Boer, David, Tamata, El Mahdioui, Trybull, Schaken, Wolters, Fernandez, Schouten WISSELS: 69' Wolters Becker 77' Fernandez Havenaar 82' El Mahdioui Bakker | BASISOPSTELLING: Van Leer - Milec, Werker, Kum , Van Peppen - Gnjatić, Auassar, Ajagun - Rosheuvel, Schahin, Paulissen RESERVEBANK: De Winter, Roex, Ananou, Verboom, El Makrini, Van Hyfte, Rutjes, Badibanga, Van Velzen, Raykov, Papazoglou WISSELS: 31' El Makrini Gnjatić 46' Papazoglou Ajagun 72' Van Hyfte Paulissen |

Afwezig: Beugelsdijk (schorsing), Gorter, Jansen, Kastaneer (blessure)

Opmerkelijk: Voor het eerst sinds april 2014 (ADO Den Haag - FC Utrecht: 4-1) scoorde ADO vier keer in een thuiswedstrijd in de competitie. Daarnaast was het ADO sinds augustus 2016 niet gelukt om meer dan één keer te scoren in een competitiewedstrijd. Sheraldo Becker scoorde het snelste doelpunt van dit seizoen voor de Haagse ploeg.
| Eredivisie 29e speelronde | Willem II                        | 1 - 2 (1 - 2)     | ADO Den Haag                                               | Selectie ADO Den Haag: (T: Alfons Groenendijk) | Selectie Willem II: (T: Erwin van de Looi) |
| wo. 5 april 2017 Aanvangstijd: 20:45 uur Plaats: Tilburg Koning Willem II Stadion Toeschouwers: 12.800 Scheidsrechter: Siemen Mulder Wedstrijdverslagen: Verslag ADO Verslag FCUpdate | Oulare (Van Anholt) 25' Haye 59' | 0 - 1 1 - 1 1 - 2 | 21' El Khayati (Duplan) 42' Havenaar (Duplan) 90+4' Becker | BASISOPSTELLING: Zwinkels - Ebuehi, Meißner, Kanon, Meijers - Malone, El Khayati, Bakker - Becker, Havenaar, Duplan RESERVEBANK: Šetkus, De Boer, David, Beugelsdijk, Tamata, El Mahdioui, Trybull, Gorter, Schaken, Wolters, Fernandez, Schouten WISSELS: 74' Wolters Duplan 80' Fernandez Havenaar 87' Beugelsdijk El Khayati | BASISOPSTELLING: Lamprou - Van Anholt, Lachman, Peters , Joppen - Ojo, Kali - Haye, Falkenburg, Croux - Oulare RESERVEBANK: Bertrams, Branderhorst, Wuytens, Tshimanga, Schuurman, Lieftink, Sakor, Calcan, Sol, Abubakar WISSELS: 29' Tshimanga Joppen 67' Sol Oulare 74' Lieftink Tshimanga |

Afwezig: Jansen, Kastaneer (blessure)

Opmerkelijk: ADO won voor het eerst sinds augustus 2016 twee Eredivisiewedstrijden op rij.
| Eredivisie 30e speelronde | ADO Den Haag                                                                                      | 4 - 3 (3 - 0)                             | FC Groningen                                                      | Selectie ADO Den Haag: (T: Alfons Groenendijk) | Selectie FC Groningen: (T: Ernest Faber) |
| za. 8 april 2017 Aanvangstijd: 19:45 uur Plaats: Den Haag Kyocera Stadion Toeschouwers: 11.348 Scheidsrechter: Jeroen Manschot Wedstrijdverslagen: Verslag ADO Verslag FCUpdate | Bakker (Meijers) 13' Malone 21' Havenaar (Becker) 13' Malone (Meijers) 47' Kanon 73' Havenaar 79' | 1 - 0 2 - 0 3 - 0 4 - 0 4 - 1 4 - 2 4 - 3 | 51' Mahi (penalty) 64' Linssen 86' Bacuna 90+4' Linssen (Sørloth) | BASISOPSTELLING: Zwinkels - Ebuehi, Meißner, Kanon, Meijers - Malone, El Khayati, Bakker - Becker, Havenaar, Duplan RESERVEBANK: Šetkus, De Boer, David, Beugelsdijk, Tamata, El Mahdioui, Trybull, Gorter, Schaken, Wolters, Fernandez, Schouten WISSELS: 67' Wolters Becker 76' Gorter El Khayati 82' Fernandez Havenaar | BASISOPSTELLING: Padt - Hiariej, Reijnen, Memišević, Davidson - Tibbling, Bacuna, Jenssen, Drost - Linssen, Mahi RESERVEBANK: Van der Vlag, Van der Lei, Van Nieff, Maduro, Hrustic, Idrissi, Baas, Sørloth WISSELS: 57' Idrissi Tibbling 67' Sørloth Drost 75' Van Nieff Reijnen |

Afwezig: Jansen, Kastaneer (blessure)

Opmerkelijk: Aaron Meijers speelde zijn 150ste officiële wedstrijd voor ADO.
| Eredivisie 31e speelronde | ADO Den Haag             | 1 - 1 (0 - 1) | PSV                              | Selectie ADO Den Haag: (T: Alfons Groenendijk) | Selectie PSV: (T: Phillip Cocu) |
| za. 15 april 2017 Aanvangstijd: 19:45 uur Plaats: Den Haag Kyocera Stadion Toeschouwers: 13.094 Scheidsrechter: Bas Nijhuis Wedstrijdverslagen: Verslag ADO Verslag FCUpdate | Meißner 80' Havenaar 87' | 0 - 1 1 - 1   | 7' Pröpper (Locadia) 55' Pereiro | BASISOPSTELLING: Zwinkels - Ebuehi, Meißner, Kanon, Meijers - Malone, El Khayati, Gorter - Becker, Havenaar, Duplan RESERVEBANK: Šetkus, De Boer, David, Beugelsdijk, Tamata, El Mahdioui, Trybull, Schaken, Wolters, Fernandez WISSELS: 78' Schaken Duplan 82' Fernandez Gorter 87' Wolters Becker | BASISOPSTELLING: Zoet - Arias, Isimat-Mirin, Moreno, Brenet - Pröpper, S. de Jong, Guardado - Van Ginkel, Locadia, Pereiro RESERVEBANK: Jurjus, Koopmans, Schwaab, Koch, Ramselaar, Rosario, Zinchenko, Bergwijn, L. de Jong WISSELS: 69' L. de Jong Pereiro 78' Ramselaar S. de Jong 89' Bergwijn Locadia |

Afwezig: Bakker, Jansen, Kastaneer (blessure)

Opmerkelijk: Verdediger Tyronne Ebuehi speelde zijn 50ste officiële wedstrijd voor ADO. Daarnaast scoorde Mike Havenaar in zijn vijfde opeenvolgende wedstrijd voor ADO. Hiermee is hij de eerste speler die dit voor elkaar kreeg sinds collega-spits Michiel Kramer in 2014.
| Eredivisie 32e speelronde | Sparta Rotterdam | 0 - 1 (0 - 1) | ADO Den Haag            | Selectie ADO Den Haag: (T: Alfons Groenendijk) | Selectie Sparta Rotterdam: (T: Alex Pastoor) |
| zo. 23 april 2017 Aanvangstijd: 14:30 uur Plaats: Rotterdam Het Kasteel Toeschouwers: 10.606 Scheidsrechter: Dennis Higler Wedstrijdverslagen: Verslag ADO Verslag FCUpdate | Pušić 69'        | 0 - 1         | 10' El Khayati (Duplan) | BASISOPSTELLING: Zwinkels - Ebuehi, Meißner, Kanon, Meijers - Malone, El Khayati, Bakker - Becker, Havenaar, Duplan RESERVEBANK: Šetkus, De Boer, David, Beugelsdijk, Tamata, El Mahdioui, Trybull, Gorter, Schaken, Wolters, Fernandez, Schouten WISSELS: 77' Wolters Becker 82' Beugelsdijk Meißner 88' Fernandez Havenaar | BASISOPSTELLING: Kortsmit - Dumfries, Breuer , Van Drongelen, Floranus - Dijkstra, Spierings, Mendes da Silva - Cabral, Pušić, Verhaar RESERVEBANK: Kieboom, Verrips, Saksela, Vriends, Ketting, Pinteaux, Dougall, Alhaft, Ache, Goodwin, Pogba WISSELS: 46' Goodwin Cabral 64' Pogba Mendes da Silva 81' Alhaft Verhaar |

Afwezig: Jansen, Kastaneer (blessure)

Opmerkelijk: ADO won voor de vierde keer een competitiewedstrijd in een paar weken tijd. De Haagse ploeg bleef in deze vijf wedstrijden ook ongeslagen en speelde zich definitief veilig met het behalen van 35 punten. Het afstandsschot van Abdenasser El Khayati in de tiende minuut en het daarbij horende feest na afloop van de wedstrijd werden verkozen tot 'Moment van het jaar'

#### Mei
| Eredivisie 33e speelronde | Heracles Almelo                                                                     | 4 - 0 (2 - 0)           | ADO Den Haag | Selectie ADO Den Haag: (T: Alfons Groenendijk) | Selectie Heracles Almelo: (T: John Stegeman) |
| zo. 7 mei 2017 Aanvangstijd: 14:30 uur Plaats: Almelo Polman Stadion Toeschouwers: 11.733 Scheidsrechter: Serdar Gözübüyük Wedstrijdverslagen: Verslag ADO Verslag FCUpdate | Niemeijer (Kuwas) 5' Niemeijer (Breukers) 12' Armenteros 71' Bruns (Navrátil) 90+4' | 1 - 0 2 - 0 3 - 0 4 - 0 | 66' Meißner  | BASISOPSTELLING: Zwinkels - Ebuehi, Meißner, Kanon, Meijers - Malone, El Khayati, Bakker - Becker, Havenaar, Duplan RESERVEBANK: Šetkus, De Boer, David, Beugelsdijk, Tamata, El Mahdioui, Trybull, Gorter, Schaken, Wolters, Fernandez, Schouten WISSELS: 46' Wolters Duplan 72' Gorter El Khayati 72' Fernandez Meißner | BASISOPSTELLING: Castro - Breukers, Te Wierik , Hoogma, Gosens - Bruns, Pelupessy, Niemeijer - Kuwas, Armenteros, Peterson RESERVEBANK: Fij, Brouwer, Droste, Pröpper, Fledderus, Van Ooijen, Duarte, Darri, Navrátil WISSELS: 46' Fledderus Gosens 64' Darri Kuwas 84' Navrátil Niemeijer |

Afwezig: Jansen, Kastaneer (blessure)
| Eredivisie 34e speelronde | ADO Den Haag                                                               | 4 - 1 (3 - 1)                 | SBV Excelsior        | Selectie ADO Den Haag: (T: Alfons Groenendijk) | Selectie SBV Excelsior: (T: Mitchell van der Gaag) |
| zo. 14 mei 2017 Aanvangstijd: 14:30 uur Plaats: Den Haag Kyocera Stadion Toeschouwers: 13.257 Scheidsrechter: Siemen Mulder Wedstrijdverslagen: Verslag ADO Verslag FCUpdate | Becker (Malone) 8' Havenaar (Ebuehi) 25' El Khayati (Malone) 33' Kanon 65' | 1 - 0 1 - 1 2 - 1 3 - 1 4 - 1 | 20' Fortes (Ribeiro) | BASISOPSTELLING: Zwinkels - Ebuehi, Beugelsdijk, Kanon, Meijers - Malone, El Khayati, Bakker - Becker, Havenaar, Duplan RESERVEBANK: Šetkus, De Boer, David, Meißner, Tamata, El Mahdioui, Trybull, Gorter, Schaken, Wolters, Fernandez, Schouten WISSELS: 68' Schaken Becker 68' Wolters Duplan 76' Gorter El Khayati | BASISOPSTELLING: Hahn - Karami, Mattheij, Drost, Massop - Ribeiro, Koolwijk , Fortes - Elbers, Van Duinen, Hasselbaink RESERVEBANK: Damen, Havekotte, Kuipers, Brito, Vermeulen, Bruins, Faik, Hadouir, Ondaan WISSELS: 55' Bruins Koolwijk 70' Ondaan Elbers 81' Brito Hasselbaink |

Afwezig: Jansen, Kastaneer (blessure)

Opmerkelijk: ADO bleef voor de zesde opeenvolgende thuiswedstrijd in de Eredivisie ongeslagen. Verdediger Wilfried Kanon scoorde zijn eerste ADO-doelpunt. Door deze overwinning steeg ADO op de laatste speelronde naar de elfde plaats op de eindranglijst.

## Voetnoten
ADO Den Haag ·
Ajax ·
AZ ·
Excelsior ·
Feyenoord ·
Go Ahead Eagles ·
FC Groningen ·
sc Heerenveen ·
Heracles Almelo ·
N.E.C. ·
PEC Zwolle · 
PSV ·
Roda JC Kerkrade ·
Sparta Rotterdam ·
FC Twente ·
FC Utrecht ·
Vitesse ·
Willem II